# Sury-le-Comtal
Pour les articles homonymes, voir Sury (homonymie).
Sury-le-Comtal est une commune française située dans le département de la Loire en région Auvergne-Rhône-Alpes, faisant partie de Loire Forez Agglomération et de l'ancienne province du Forez.

## Géographie

### Localisation

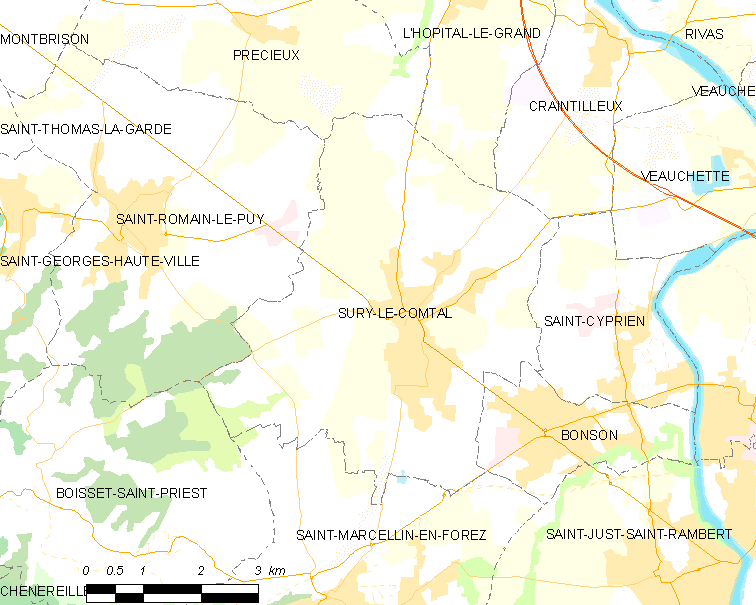
Localisation du village et des communes aux alentours

Sury-le-Comtal, commune du département de la Loire, se situe au cœur de la plaine du Forez à 12 km au sud-est de Montbrison et 26 km au nord-ouest de Saint-Étienne.
Le territoire de la commune est limitrophe de ceux de sept autres communes :

### Hydrographie
D'une superficie de 2 417 hectares 77 ares, elle est traversée par le canal du Forez au sud et par la Mare qui longe le centre-ville à l'ouest et qui prend sa source dans les monts du Forez, pour se jeter dans la Loire à Montrond-les-Bains.

### Géologie et relief
La côte Sainte-Agathe et le Grand Mont constituent des petits reliefs dans cette commune plutôt plane atteignant au plus bas 360 mètres près du lieu-dit les Massards et culminant à 457 mètres au pied des monts du Forez.

### Voies de communication et transports
La commune est traversée la D 8, la reliant à Montbrison au nord-ouest et à Bonson au sud-est.
Elle est également située sur la ligne ferroviaire TER Saint-Étienne-Clermont (voir Ligne de Clermont-Ferrand à Saint-Just-sur-Loire), par une gare plutôt excentrée du centre-ville vers le cimetière. La gare est peu équipée, le bâtiment de 1866 ayant été démoli dans les années 1980. La ligne est ici à voie unique, de Bonson à Saint-Romain-le-Puy. Quelques rares trains de fret passent par la gare, généralement à destination de la verrerie Saint-Gobain de Saint-Romain-le-Puy.
Les lignes TIL (Transports Interurbains de la Loire, voir Cars Région Loire) 111 (Saint-Étienne - Montbrison) et 107 (Saint-Étienne - Sury) traversent le territoire de la commune.

### Climat
Pour des articles plus généraux, voir Climat d'Auvergne-Rhône-Alpes et Climat de la Loire.
En 2010, le climat de la commune est de type climat des marges montargnardes, selon une étude du Centre national de la recherche scientifique s'appuyant sur une série de données couvrant la période 1971-2000. En 2020, Météo-France publie une typologie des climats de la France métropolitaine dans laquelle la commune est exposée à un climat de montagne ou de marges de montagne et est dans la région climatique Nord-est du Massif Central, caractérisée par une pluviométrie annuelle de 800 à 1 200 mm, bien répartie dans l’année.
Pour la période 1971-2000, la température annuelle moyenne est de 10,7 °C, avec une amplitude thermique annuelle de 16,9 °C. Le cumul annuel moyen de précipitations est de 616 mm, avec 8 jours de précipitations en janvier et 6,4 jours en juillet. Pour la période 1991-2020, la température moyenne annuelle observée sur la station météorologique de Météo-France la plus proche, « Saint-Étienne-Bouthéon », sur la commune d'Andrézieux-Bouthéon à 6 km à vol d'oiseau, est de 11,9 °C et le cumul annuel moyen de précipitations est de 728,3 mm,. Pour l'avenir, les paramètres climatiques de la commune estimés pour 2050 selon différents scénarios d'émission de gaz à effet de serre sont consultables sur un site dédié publié par Météo-France en novembre 2022.
| Mois                                  | jan.             | fév.             | mars             | avril           | mai             | juin            | jui.           | août           | sep.            | oct.            | nov.             | déc.             | année      |
| ------------------------------------- | ---------------- | ---------------- | ---------------- | --------------- | --------------- | --------------- | -------------- | -------------- | --------------- | --------------- | ---------------- | ---------------- | ---------- |
| Température minimale moyenne (°C)     | 0,3              | 0,2              | 2,6              | 5               | 9               | 12,6            | 14,4           | 14,2           | 10,7            | 8,1             | 3,7              | 1,1              | 6,8        |
| Température moyenne (°C)              | 3,8              | 4,5              | 7,8              | 10,7            | 14,6            | 18,5            | 20,7           | 20,6           | 16,4            | 12,7            | 7,6              | 4,6              | 11,9       |
| Température maximale moyenne (°C)     | 7,3              | 8,8              | 13,1             | 16,3            | 20,3            | 24,5            | 26,9           | 26,9           | 22,2            | 17,3            | 11,4             | 8                | 16,9       |
| Record de froid (°C) date du record   | −25,6 04.01.1971 | −22,5 11.02.1956 | −13,9 08.03.1971 | −7,4 08.04.21   | −3,9 01.05.1976 | −0,6 03.06.1962 | 2,9 01.07.1972 | 1,1 26.08.1966 | −2,6 26.09.1972 | −6,2 30.10.1950 | −10,6 26.11.1955 | −18,6 22.12.1963 | −25,6 1971 |
| Record de chaleur (°C) date du record | 20 10.01.15      | 23,2 24.02.1990  | 26,4 25.03.1981  | 28,8 16.04.1949 | 33,7 13.05.15   | 38 27.06.19     | 41,1 07.07.15  | 40,9 24.08.23  | 36 13.09.1987   | 32,4 02.10.23   | 25,2 09.11.1985  | 20,2 25.12.1983  | 41,1 2015  |
| Ensoleillement (h)                    | 814              | 1 086            | 1 623            | 1 862           | 2 137           | 2 407           | 2 751          | 2 591          | 1 932           | 1 347           | 876              | 758              | 20 184     |
| Précipitations (mm)                   | 38,3             | 30,3             | 33,9             | 55              | 81,5            | 80,8            | 77,2           | 72,8           | 70,3            | 76,2            | 73               | 39               | 728,3      |

## Urbanisme

### Typologie
Au 1er janvier 2024, Sury-le-Comtal est catégorisée ceinture urbaine, selon la nouvelle grille communale de densité à sept niveaux définie par l'Insee en 2022.
Elle appartient à l'unité urbaine de Saint-Just-Saint-Rambert, une agglomération intra-départementale regroupant douze  communes, dont elle est une commune de la banlieue,,. Par ailleurs la commune fait partie de l'aire d'attraction de Saint-Étienne, dont elle est une commune de la couronne,. Cette aire, qui regroupe 105 communes, est catégorisée dans les aires de 200 000 à moins de 700 000 habitants,.

### Lieux-dits et écarts
Acquinton, Nique, Colombard, l'Ozon, la Goutte, les Maraiches, les Chaux/l'Échaud, l'Orme, la Petite Plaine, Aubigny, l'Échaud, la Grande Plaine, la Plaine, Côte Sainte-Agathe, la Madone, les Parottes, les Verchères, Bel-Air, Amancieux, Fontalin, Épeluy, Sanzieux, les Plançons, les Massards, la Séauve, les Mayères, les Collerets, les Sagnes, la Devalla, les Chartonnes, le Grand-Mont, le Petit-Mont.

### Morphologie urbaine
Sury-le-Comtal abrite un centre-ville ancien relativement important, héritage de l'importance du village avant le XXe siècle. Elle abrita plusieurs enceintes fortifiées, percées par plusieurs portes et surmontées de plusieurs tours, dont il ne reste principalement que la porte d'Amancieux ouvrant sur Montbrison, et une tour rue Emile-Reymond.
Concentré dans l'enceinte des remparts, le développement médiéval de Sury s'articule autour de l'église et du château, le parc de celui-ci bloquant son développement à l'ouest.
À partir du XIXe siècle et du XXe siècle, Sury-le-Comtal se développe en direction du nord-ouest, créant l'axe principale de la commune, la rue du 11 novembre. Les établissements industriels et la gare participent à l'urbanisation de la rue Franche du centre-ville médiéval jusqu'au cimetière.
À partir des années 1970, de nombreuses maisons individuelles se construisent autour du centre-ville, puis autour des nombreux hameaux de la commune.
Le développement de l'automobile, de la commune ainsi que l'ensemble de la plaine du Forez entraînent une circulation automobile importante dans la rue du 11-Novembre. Resté longtemps en projet, un contournement du centre-ville est alors construit vers la fin des années 1990 afin de désengorger le centre-ville.
Un supermarché est construit dans le début des années 2000 sur un terrain vide à proximité du centre-ville, qui accueillait auparavant la fête foraine, ou vogue dans le parler local. Cette construction accélère encore la fermeture des petits commerces de centre-ville, auparavant nombreux, et qui ont tendance à disparaître devant le développement des grandes surfaces.
Aujourd'hui, l'urbanisation de la commune continue et la population de la ville augmente rapidement. Des terrains agricoles viables sont peu à peu cédés pour laisser place à des lotissements. Néanmoins, des efforts sont faits pour garder un centre-ville vivant et habité. De nombreux immeubles ont été rénovés, d'autres ont été érigés. L'école privée Saint-Joseph a d'ailleurs été détruite pour laisser place à un petit immeuble d'habitat collectif.
En raison du trafic automobile toujours plus important entre la plaine du Forez et l'agglomération de Saint-Étienne, et notamment de la saturation des voies de circulation de Bonson, il est prévu d'opérer un contournement ouest de cette commune : à partir de la D 3498 au sud de Bonson, puis contournant la côté Saint-Agathe pour rejoindre la D 8 à l'ouest. Cependant le retard de la construction de la D 3498, prévue initialement en 2011, retarde ce projet.
D'autres projets sont à l'ordre du jour. La construction d'une nouvelle école primaire est prévue chemin de la Madone, un grand lotissement au lieu-dit les Verchères et surtout la zone industrielle dite « Les Plaines », qui s'étalera également sur les territoires des communes de Bonson et de Saint-Marcellin-en-Forez au sud-est de la commune.

## Toponymie
L'origine du nom de Sury est soumis à plusieurs hypothèses d'après Jacques Clavier, dans son ouvrage Sury le Comtal devant son histoire. La première, la plus probable, serait qu'un Romain du nom de Surius ou Surus aurait donné son nom au village à l'endroit actuel, Suriacum. La seconde serait que le mot Sury dérive du mot Surio, soit sur le rio, qui désignait un groupe de maisons construites au bord d'une rivière (soit la Mare). Sury s'appelle Souria dans le patois local, appartenant au domaine Arpitan (Forézien) . Enfin la troisième hypothèse serait que le nom latin de Suriacum dérive de Sévère, empereur romain, alors confronté dans une bataille à un certain Albiniacum, ou Albin, donnant ainsi le lieu-dit d'Aubigny.
Le terme comtal est dû au fait que le village est directement soumis aux comtes de Forez, qui font du château une de leurs principales résidences. La mention « le-Comtal » apparaît notamment dans le célèbre armorial de Guillaume Revel en 1440.

## Histoire

### Préhistoire et Antiquité
L'histoire antique, et celle encore antérieure, de Sury-le-Comtal est encore sujet à débat. Les découvertes pré-antiques sont plutôt minces, et résident principalement dans la découverte en 1882 d'un long silex taillé en forme de poignard, pendant le percement du canal du Forez. D'autres silex ont pu être retrouvés ailleurs sur la commune, notamment au lieu-dit les Massards dans le nord de la commune, ainsi que les indices d'un habitat.
De la période antique, sont arrivées à nous les villas de Surus et d'Albinus. Situé sur le territoire du peuple des Ségusiaves, Sury conserve surtout des traces de la période gallo-romaine. L'abbé Relave (1850-1920), curé (en 1891/1895-1908) et historien de Sury, suggère que la voie Bollène, voie romaine reliant Lyon à Bordeaux, passait à 100 mètres au sud-est de la gare, empruntant alors un gué sur la rivière de la Mare. Quant à la villa de Surus, Pierre-Maxime Relave la place à proximité de la voie, mais les vestiges sont minces : principalement des tuiles à rebord, notamment vers le cimetière et la gare. Des pierres d'angle de l'actuelle chapelle Saint-Étienne seraient aussi d'origine romaine. En revanche pour Noël Gardon, l'intégralité de ce qui a été relevé à Sury ne témoigne pas, pour l'instant, de plus qu'un habitat modeste, et les tuiles à rebord découvertes pourraient simplement dater des environs de l'an mil. Des tuiles plates caractéristiques ont aussi été retrouvées un peu plus au sud, au lieu-dit de l'Orme. L'hypothèse selon laquelle le nom de Sury dériverait de Sévère, empereur romain opposé à Albin au cours d'une bataille à Sury, est généralement repoussée par l'absence totale de vestiges.
À l'occasion du creusement du canal, encore plus au sud de la gare, près du lieu-dit de l'Ozon, un vase romain ainsi que d'autres éléments (monnaies impériales, fragments de vases, ossements d'humains et d'animaux, le tout situé dans un petit bâti gallo-romain) sont mis au jour.
Un peu avant l'an 300, des Alamans ont ravagé le Forez. Pierre-Maxime Relave en rappelant les destructions connues de Moingt et de Saint-Rambert, extrapole logiquement en affirmant que les deux villas ont elles aussi été détruites, étant situées entre les deux grandes localités gallo-romaines. Il semblerait qu'elles aient tout de même été reconstruites par la suite. En revanche, peu de traces subsistent de la période allant du IVe siècle au Xe siècle.

### Moyen Âge

#### Édification du château et premiers écrits

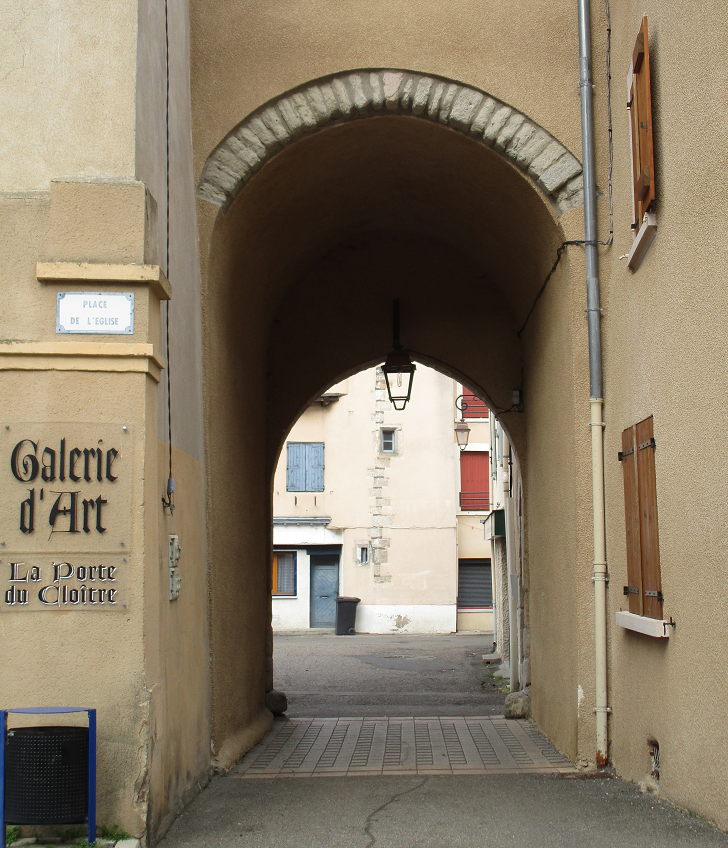
Porte du Cloître.

Du Haut Moyen Âge, Sury ne conserve que très peu de vestiges et d'écrits. Sury est alors compris dans le comté de Forez, lui-même au sein du royaume de Bourgogne. Les premiers manuscrits évoquant la localité viennent du XIe siècle, un texte de 1092 dans lequel on stipule que Guillaume, comte de Forez, lègue l'église primitive Saint-André à l'abbaye lyonnaise de l'Isle Barbe, en même temps que l'on crée un prieuré du même nom. L'abbé Relave juge la construction de cette première église autour de l'année 1079, de la volonté d'Arthaud IV, père de Guillaume. C'est encore précédemment qu'un comte de Forez édifie un château, dans la première moitié du XIe siècle pour l'abbé Relave, à la fin du XIIe siècle pour Gilbert Gardes (dir.). Il le dispose sur un plateau au-dessus de la Mare à l'est, lui faisant prendre une forme de fer à cheval, le côté rectiligne étant parallèle à la rivière. On creuse tout autour des douves, qu'on alimente par un bief dérivé de la Mare, le Béal. Le changement de nom de la Mare à partir de Sury, appelée autrefois Ojon, entre autres variantes orthographiques, a pour origine que la rivière de la Mare était l'eau-source du Béal, autrement l'eau-mère, mare en patois. Alors que l'amont de la rivière continua à garder le nom d'Ojon, le nom de Mare se généralisera plus tard à partir du XVIIIe siècle.
Le château, quant à lui, est compris dans un espace de 6 500 m2, où l'on installe l'hôtel comtal, les dépendances, le prieuré dit de Surieu, à l'époque une simple grange, ainsi que des habitations particulières. L'abbé Relave suggère que le château possédait déjà une chapelle, sinon une église dans son enceinte dès sa construction, donc l'église Saint-André dans la fin du XIe siècle. Deux portes permettent d'accéder à l'édifice défensif : la porte du Château, ouverte au nord ; la porte du Puits, toujours existante mais portant de nos jours le nom de porte du Cloître, ouverte au nord-est.
Une autre église, ou plutôt une chapelle, est édifiée sans doute peu après, à proximité de l'ancien hameau de Vorzey, disparu de longue date, vers l'actuel cimetière : il s'agit de l'actuelle chapelle Saint-Étienne, largement remaniée depuis. L'abbé Relave suggère que par manque de place à proximité de l'église Saint-André, le comte de Forez édifia peut-être cette chapelle pour établir autour d'elle un cimetière, en sus de celui autour de l'église paroissiale.

#### Développement de la ville duXIIeauXIVesiècle
Le XIIe siècle vit le développement d'un important bourg autour du château. Les habitations, s'agglutinant autour de ce dernier pour bénéficier de sa protection, obligèrent à la construction d'une deuxième enceinte en demi-cercle autour du château. Trois portes s'additionnèrent : la porte d'Amancieux au nord-ouest, à proximité de celle du Château et toujours existante, s'ouvrant sur Saint-Romain-le-Puy et Montbrison ; la porte de la Farge au nord-est, s'ouvrant sur les Monts ; enfin, la porte du Fort au sud, s'ouvrant sur la chapelle Saint-Étienne un peu plus loin, puis sur Saint-Marcellin. Dès lors, les habitations se collèrent directement à la première enceinte par-dessus les anciens fossés, formant ainsi la rue Basse.

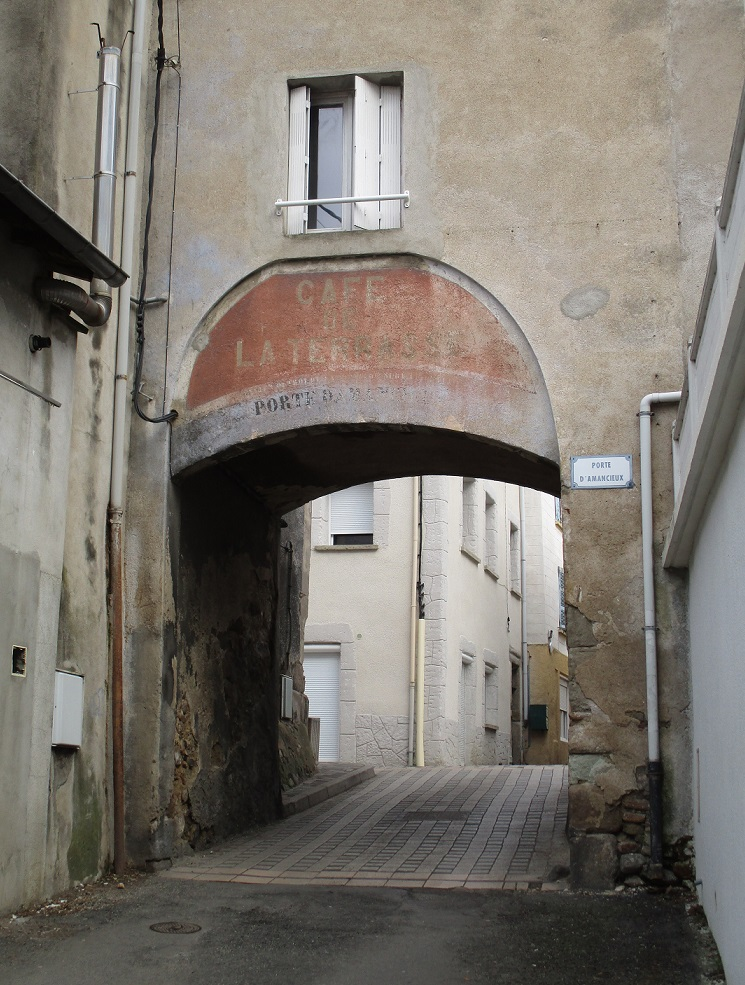
Porte d'Amancieux.

Le XIIIe siècle est plus prolifique en écrits. C'est ainsi qu'en 1270 Renaud comte de Forez, lègue le château de Sury à son épouse la comtesse douairière, Isabelle de Beaujeu, fille d'Humbert V. Un peu avant s'était développée hors des murs la ville-neuve, extension du premier bourg médiéval en direction du sud. Il semble que ce soient l'expansion démographique de la ville, en même temps que le développement du commerce, qui aient entraîné la création de ce quartier autour d'une place de marché, encore actuelle. Guy/Guigues VI de Forez, après avoir étendu les franchises aux habitants du bourg de Sury en 1273, les étend ensuite à ceux de la ville-neuve quatre ans plus tard, sans que celle-ci soit protégée par des remparts, dans un premier temps. Ils seront construits plus tard, et percés de deux portes : au nord la porte du fort, permettant de communiquer avec le bourg ; la porte des fours à chaux, nombreux à cet endroit, tout au sud. On compte alors environ un millier d'habitants à Sury.
À la mort de Guy VI, Jean lui succède. Après l'accouchement de la comtesse Alix de Viennois à Sury, le futur Guigues VII vient au jour. La ville poursuit son développement hors murs, et particulièrement le long de l'actuelle rue Franche, toujours au sud, en direction de l'ancien hameau de Vorzey et de la chapelle. Le comte accorde là encore aux habitants des franchises. Un événement va marquer les mémoires et le château : l'épisode de la danse du Forez. Jean Ier rassemble en 1313 sa noblesse au château de Sury, en vue de partir en croisade. Le nombre d'invités grandissant, le plancher s'effondra et il y eut sans doute de nombreux blessés. Depuis cette date, c’est devenu un proverbe pour exprimer une grande réjouissance suivie d’une grande tristesse,. C'est le même Jean Ier qui fait construire l'Hôtel-Dieu de la ville près du marché, qui disparaîtra au XVIIIe siècle, et qui fait creuser le Malbief, petit cours d'eau ruisselant à l'est de la côté Sainte-Agathe. Il permet alors de drainer, autant qu'irriguer, les terres alentour, ainsi que d'alimenter quelques étangs aujourd'hui disparus.
Après la mort de Jean en 1333, un certain désintérêt des comtes de Forez pour Sury se produisit, qui n'y attachèrent alors qu'une attention mineure. La guerre de Cent Ans ne produit pas de dégâts trop importants dans le comté, même si les Routiers détruisent le prieuré suryquois en 1378, alors qu'une capitainerie est créée pour défendre la cité.
En 1372, Jean II, comte de Forez, meurt, sans descendance. C'est sa nièce, Anne d'Auvergne de Forez, qui hérite du comté, alors qu'elle est mariée au duc Louis II de Bourbon depuis 1371. Dès lors, le Forez entre dans le giron des ducs de Bourbon et se retrouve noyé dans leurs nombreuses possessions, puis dans le domaine de la Couronne (1531) à la suite de la confiscation des biens du connétable-duc de Bourbon en 1523/1527 ; il en est de même pour Sury-le-Comtal, jusqu'à Henri IV.

#### XVesiècleet construction de l'église paroissiale actuelle

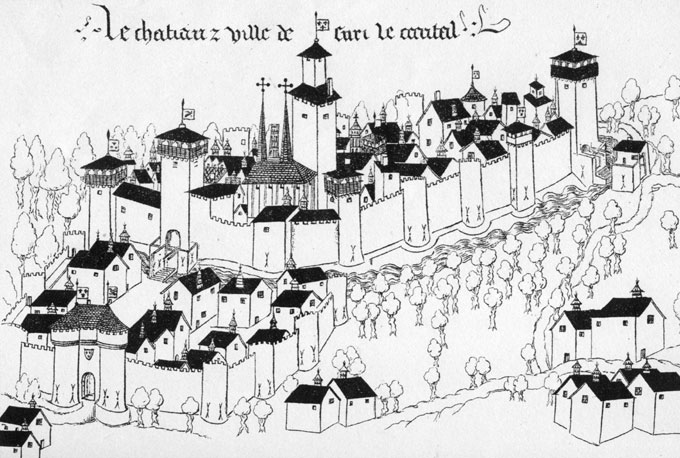
Armorial de Guillaume Revel

Au XVe siècle, Sury n'a toujours pas d'église à sa taille. Celle du château est beaucoup trop exiguë, et l'on pense dès le XIVe siècle à construire une église hors des murs du château comtal, faute de place : à la suite d'une demande, le comte de Forez Jean Ier est déjà autorisé en 1317 à le faire par l'archevêque de Lyon, Pierre III de Savoie. Elle n'est érigée finalement qu'un peu avant 1450, estime l'abbé Pierre-Maxime Relave, et à l'intérieur du château, après un legs de Pierre d'Aragon en 1427. Le manque de place oblige alors à bâtir une église esthétique, mais assez réduite en taille. Quand Guillaume de Revel établit son armorial vers 1450, le clocher n'est toutefois pas encore élevé.
Un des rares autres bâtiments de l'époque à être encore debout est la maison de Gabriel du Says, issu d'une importante famille de notables suryquois, à l'instar des Rostaing. Est issu de cette dernière famille Pierre de Rostaing, fils d'Antoine II et neveu de Tristan de Rostaing ci-dessous (Antoine II et Tristan : fils de Jean de Rostaing et petit-fils d'Antoine Ier), seigneur de Veauchette et capitaine-châtelain de Sury dans la 2e moitié du XVIe siècle (son père Antoine II vers 1532, puis son oncle Tristan en 1541, semblent l'avoir aussi été, à moins qu'il s'agisse pour Tristan d'une confusion entre la châtellenie et la seigneurie : voir plus bas). Les deux familles auraient contribué, avec celles de Rochefort et de La Bastie, à la construction de l'église. La Société des prêtres, déjà existante un siècle auparavant, s'organise définitivement au XVe siècle. Se limitant à neuf sociétaires, ayant tous exercé antérieurement le service de vicaire, elle recrute alors dans la petite aisance. La Société s'effacera dans la moitié du XVIIIe siècle, pour être finalement supprimée à la Révolution. Dans le même temps, le prieur de Sury fait redorer le prieuré et la Société de prêtres : il s'agit alors de Jean de Bourbon (vers 1413-1485), évêque du Puy et abbé de Cluny. Habituellement, le prieur résidait à l'abbaye de l'Isle-Barbe, sinon à Sury même. Le cardinal Jean de La Balue (1421-1491), conseiller des papes après avoir été conseiller des Rois de France, lui succède à sa mort ; il ne viendra jamais à Sury.
Quant au hameau de Vorzey, il est sans doute déjà abandonné à cette période, laissant la chapelle et son cimetière isolés.

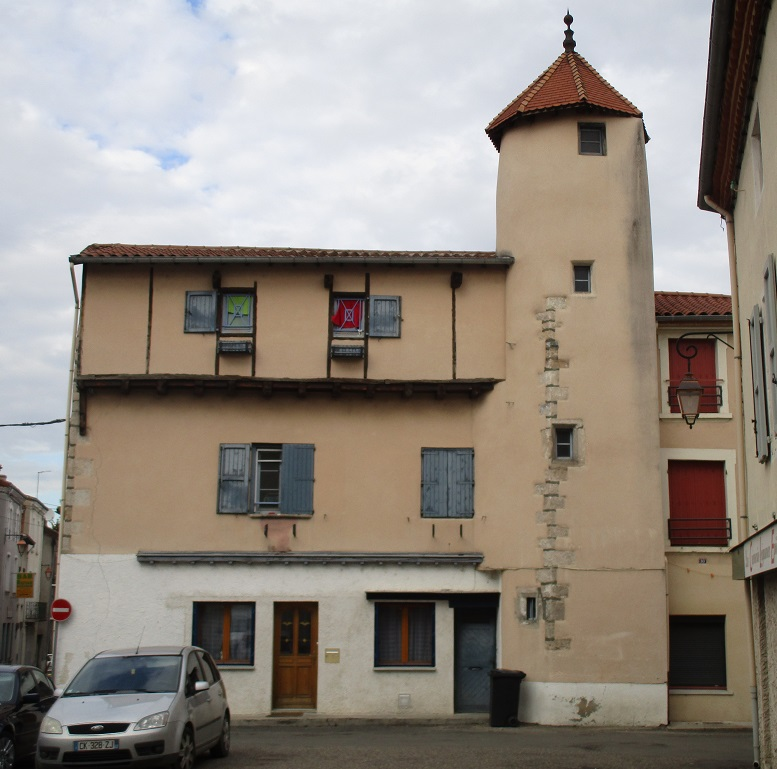
Maison de Gabriel du Says, XVe siècle.
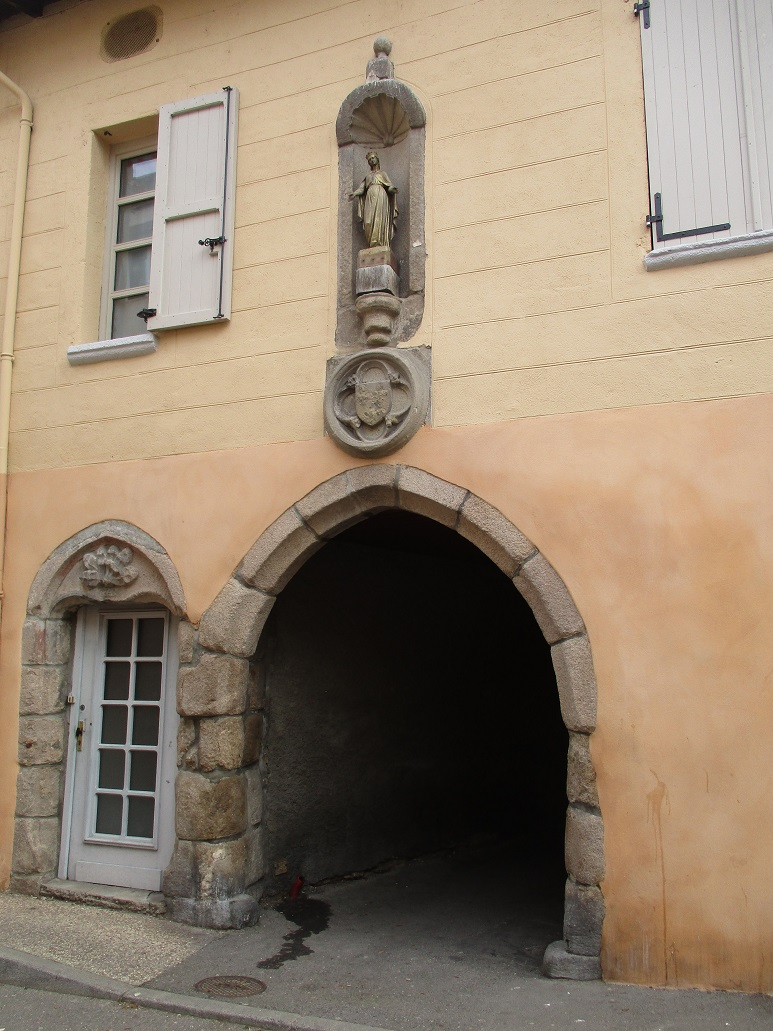
Passage alentours 1500.

### Temps modernes

#### LeXVIesiècleet les Guerres de Religion
Tristan de Rostaing naît dans la ville en 1513. Il sera le membre le plus illustre de sa famille,, terminant Grand-maître des Eaux et Forêts de France, marquis, et maréchal de camp au service des Rois de France ; il s'était formé jeune au service du connétable Anne et du prince Charles d'Orléans. La peste revient hanter le comté dans les années 1521 et 1522. C'est l'occasion pour la cour de Montbrison d'y résider pour deux mois.

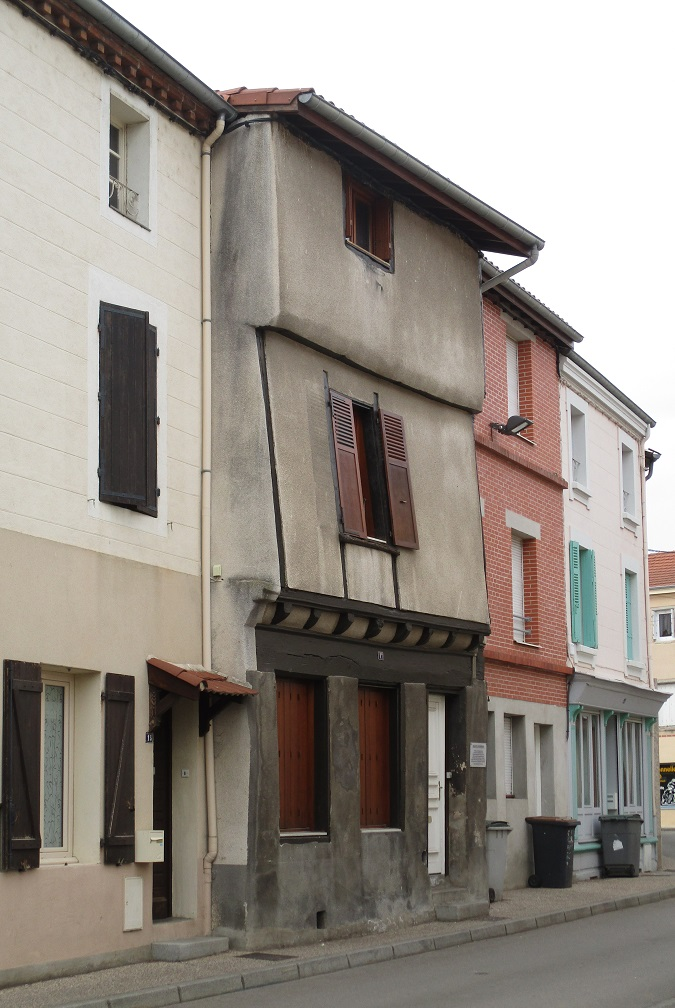
Maison Pommerol à Sury le Comtal, XVIe siècle, du nom de son propriétaire au XIXe siècle.

La confiscation des biens du connétable-duc de Bourbon par le Roi de France, François Ier, arrive peu de temps après. Le duc Charles III de Bourbon, dans sa fuite de 1523, meurt en Italie en 1527. C'est l'occasion pour François Ier, constatant sa traîtrise, d'annexer au sein du domaine royal l'intégralité des biens du connétable, dont le comté de Forez hérité par la famille de Bourbon 150 ans plus tôt. L'arrêt de confiscation est prononcé en 1527, même si le comté est déjà administré par des gens du roi depuis 1523 (remarquons que par sa grand-mère maternelle Marguerite fille du duc Charles Ier, le roi François descendait des ducs de Bourbons et donc des comtes de Forez ; le roi Henri IV, aussi, puisque sa grand-mère maternelle, Marguerite d'Angoulême, était la sœur du roi François). En 1536, François Ier se rend à Montbrison en passant par Sury ; c'est la fin du comté de Forez autonome, puisqu'il est rattaché à la Couronne.
Les capitaines-châtelains commandant la ville et le château au nom du roi appartiennent notamment à deux grandes familles locales, les de Rostaing et les de La Veuhe. Ainsi, Antoine II de Rostaing de Veauchette, fils de Jean, petit-fils d'Antoine Ier et frère de Tristan, est capitaine-châtelain de Sury, suivi en 1532 par Louis de Talaru. Il semble que les Rostaing aient tenté d'acquérir de surcroît la seigneurie de Sury : le 13 septembre 1541, François Ier la vend 13 000 livres tournois à Mathieu de Rostaing, prieur de Sury, agissant probablement pour son frère Tristan, puis le bénéficiaire devient le 26 juin 1564 leur frère Antoine II ; mais la vente resta sans effet réel, le roi conservant ladite seigneurie (, p. 418).
Arrivent les guerres de religion et la sanglante incursion (juillet 1562) du baron des Adrets, alors protestant, en Forez. Sury semble lui échapper, mais subit en revanche l'attaque du huguenot François de Barjac, seigneur de Pierregourde en Languedoc, en 1577 et sans doute une seconde fois un peu plus tard. En ravageant l'église (le prieuré), il omet pourtant d'emporter les reliques, et notamment la ceinture de saint Étienne<.
Tristan de Rostaing fait venir Henri III, Roi de France, le 18 avril 1580 : il résidera au château quelques jours, alors que Jacques de La Veuhe, issu d'une autre famille majeure de Sury, est capitaine-châtelain de la ville. Tristan jouissait de la pleine confiance des rois Valois Henri II (qui le fit chevalier de St-Michel en 1548, maître de la Garde-robe et 1er gentilhomme de la Chambre), Charles IX (parrain de son fils Charles de Rostaing, 1573-1660) et Henri III (qui lui donna le cordon du St-Esprit en 1582, et qui dit-on le promut maréchal de France en mai 1589 : mais l'assassinat du roi en août 1589 l'empêcha de recueillir le serment de Tristan qui eût validé cette nomination prestigieuse).
La peste revint en 1586, aggravée par une famine, pour une des plus graves épidémies que la ville connut : on compte de trois à quatre décès par jour. Peu après, Sury est ligueur. La Ligue catholique et Honoré d'Urfé prennent et occupent la ville en 1593, enfoncée par les coups de boutoir du marquis de Saint-Sorlin, dont l'artillerie a attaqué les murailles au nord-est. Tristan de Rostaing, quant à lui, meurt en 1591 près de Provins, dans l'actuel département de Seine-et-Marne où il était gouverneur de la Brie, Melun et Fontainebleau.
- Tristan de Rostaing (1513-1591) était seigneur de Thieux, Noisy-le-Sec, Villemomble, Vaux-Apeny, St-Liesne-lez-Melun..., par sa femme Françoise Robertet[45] (vers 1530/1532-† 1580 ; épousée en 1544), fille de François et petite-fille de Florimond Ier Robertet, aussi dame de Brou en Perche-Gouët et de Bury : ces deux fiefs, augmentés d'Onzain, passeront à leur fils le marquis Charles de Rostaing (1573-1660) pour former le comté de Rostaing en 1634/1642 ; les Robertet sont originaires de Montbrison ; Tristan fut aussi sire de La Guierche au Maine et reçut le titre de marquis de Rostaing ;
  - Charles de Rostaing (1573-1660), comte et marquis de Rostaing, maria en 1612 Anne Hurault (1577-1635), fille du chancelier Philippe Hurault de Cheverny. Leurs fils François (1618-1666) et Louis-Henri de Rostaing († 1679) étant restés sans postérité de sa femme Anne-Marie d'Urre d'Aiguebonne (1633-1724) (mais leur sœur Marguerite-Renée de Rostaing (1616-1694), grande amie de la marquise de Sévigné, maria avec postérité Henri II de Beaumanoir-Lavardin), Bury et Onzain passèrent à un neveu maternel d'Anne-Marie d'Urre, Jacques-Marie-Alexandre Perrachon, fils de sa sœur Marie d'Urre et de Pierre Perrachon de Treffort, Varax et Varambon ; dame d'honneur de Mlle de Blois en 1680, Anne-Marie d'Urre était une grand-tante à la mode de Bretagne de Mlle Choin.

La ville de Sury sort du XVIe siècle ruinée, y compris dans ses finances.

#### LeXVIIesiècle
Jacques III de La Veuhe et Anne de Rostaing († 1637, sœur du marquis Charles et donc fille de Tristan de Rostaing et Françoise Robertet de Bury ci-dessus), issus tous les deux de familles de notables suryquois, se marient à Paris en 1604/1605, sans postérité (du moins survivante : on leur attribue parfois un enfant vite disparu ; Anne était veuve de René Ier d'Escoubleau, marquis de Sourdis et sire de Courtry, épousé en 1581 avec postérité et † vers 1600 ; seigneur de Montagnac et d'Aulnay — -en-Brie ou -lès-Provins, ce qui pourrait correspondre à Courchamp — Jacques était veuf sans postérité d'une cousine germaine homonyme d'Anne, autre Anne de Rostaing, fille d'Antoine II : cette proche parenté entre ses deux femmes fit que ses héritiers naturels, privés de sa succession en 1625 — voir plus bas — attaquèrent posthumément en nullité le mariage de 1604 et son testament, vainement car lesdites union et dispositions furent validées en 1642). Le 9 avril 1609, le roi Henri IV échange la seigneurie de Sury et d'autres domaines proches contre des terres situées à et autour de Fontainebleau, qui appartenaient à Gabrielle d'Allonville d'Oysonville, dame de St-Cyr et Quincampoix, de Fontainebleau en partie (fief du Monceau : la rue basse, l'hôtel du Cheval-Blanc, la cour des Offices et le parc, désormais inclus dans l'enceinte du domaine royal bellifontain) et d'Avon, veuve de Guy de Rochechouart-Chandeniers-Jars-Châtillon. Gabrielle d'Allonville, nouvelle et éphémère dame de Sury, vend finalement ses nouvelles possessions foréziennes quelques jours plus tard (dès le 24 avril 1609, mais la remise effective/prise de possession ne se fera que le 26 mai 1612) au nouveau marié, Jacques III de La Veuhe, pour une somme de 64 500 livres tournois et 24 deniers, avec les fiefs attenants à ladite seigneurie de Sury (Rivas, Essalois, St-Marcellin, St-Romain, Montsupt... : érection en marquisat de Sury en 1623),. La ville de Sury contient alors environ de 1400 à 1 500 habitants.
Le XVIIe siècle est surtout le siècle du renouveau du château. On l'a vu, Sury comportait un château-fort depuis les environs de l'an 1100. C'est sur ce même emplacement que Jacques de La Veuhe, qui vient d'acquérir la seigneurie, construit un nouveau château Renaissance, entre 1614 et 1625. Ce dernier parvient dans le même temps à faire élever par le Roi de France la seigneurie de Sury en marquisat en 1623. Il meurt néanmoins deux ans après seulement. Anne de Rostaing, son épouse, meurt quant à elle en 1637. Elle a cependant le temps de faire construire, à proximité de l'Hôtel-Dieu, une petite chapelle pour faire participer aux offices religieux non seulement les malades, mais aussi le reste de la population. On lui donne alors le vocable de Notre-Dame de la Mercy, siège d'un 2e prieuré en 1663<, (cette dernière référence donne des liens pour les prieurés et la Société des Prêtres).
Quant au château, c'est finalement Pierre d'Escoubleau, Marquis de Sourdis et officier militaire, fils d'Anne de Rostaing et René d'Escoubleau ci-dessus, qui en hérite par testament, et ce devant la parentèle par le sang de Jacques de La Veuhe. Nouveau marquis de Sury, c'est lui qui transforme les pièces modernes mais banales du château en pièces luxueuses (magnifiques boiseries par Claude Désiré (vers 1623-1702), artiste bourguignon fixé à Saint-Étienne) entre 1642 et 1652. Le marquis Pierre meurt à Lyon en 1660. Une de ses filles, Madeleine d'Escoubleau, hérite du château et se marie en 1677 à Charles-Ignace de La Rochefoucauld de Rochebaron, devenant seigneur de Sury, entre autres possessions. Frère de Pierre, Georges d'Escoubleau fait ériger la chapelle Notre-Dame de la Mercy en prieuré en 1663.
La peste fait une nouvelle fois son apparition à la fin du siècle, alors que les récoltes sont mauvaises, dans l'année 1694 : 129 décès sont annoncés pour cette année-ci dans les registres paroissiaux, morts de maladie ou de famine. Moins d'un millier de personnes peuplent sans doute Sury à la fin du XVIIe siècle.

#### LeXVIIIesiècle
Sury aborde ce nouveau siècle dans la lignée du précédent. Comme le reste de la France, la grande famine de 1709 sévit, à la suite d'un hiver particulièrement difficile. Pour ne rien arranger, la compagnie des dragons de M. de Marville, du régiment de Lautrec, prend ses quartiers d'hiver dans la cité. En plus de la charge que doit supporter la ville pour l'entretien de ces troupes, la peste réapparaît encore une fois. François de La Rochefoucauld de Rochebaron hérite du château à la mort de son père Charles-Ignace en 1722.
Les terres de Sury ainsi que celle de Saint-Romain sont finalement vendues par La Rochefoucauld de Rochebaron en 1735, qui n'y résidait plus. C'est Christophe de La Frasse (d) , chevalier et conseiller du Roi qui en est l'acquéreur pour une somme de plus de 100 000 livres, ainsi que d'autres frais divers.
La Société des Prêtres traverse difficilement la première moitié du siècle : un conflit l'oppose d'abord au curé de Sury lui-même ; c'est ensuite une rapide érosion de ses effectifs, tant par la mortalité élevée que par le manque de vocations suscitées. Le dernier sociétaire reçu, Rambert Clépier, l'est en 1745. Deux ans plus tard et pour ne rien arranger, la société ressort ruinée d'un procès à Paris. Elle s'éteint finalement en 1764 avec la mort du dernier prêtre sociétaire, Rambert Clépier.
La terre de Sury revient finalement en 1776 à Claude de La Frasse de Sury (d) , fils de Christophe de La Frasse de Seynas. Il la vend pourtant à peine 15 ans plus tard, en 1791, à Antoine Henri Jordan et Jean-Baptiste Dugas de Chassagny. Jordan épouse ensuite la fille de Dugas de Chassagny un an après : leurs descendants et parents garderont le château jusqu'en 2005.

### Révolution française et Empire
La Révolution n'attire pas de troubles importants à Sury. L'abbé Relave note qu'il n'y eut ni dénoncés, ni dénonciateurs dans la ville, au contraire des cités environnantes. L'abbé Ronat, curé de la paroisse, officie à la dernière sépulture religieuse le 8 novembre 1792, avant la fermeture des trois édifices religieux que compte la commune. D'autres vont néanmoins subir les foudres des révolutionnaires : on place sous séquestre les bien du domaine de Sury le 30 septembre 1793, et on évoque Antoine Henri Jordan père en tant « rebel fugitif ». Ce dernier, échevin de Lyon, né en 1725, sera fusillé le 31 janvier 1794 aux Brotteaux, quartier de la même ville, un an plus tard. En revanche son fils homonyme Antoine-Henri (1762-1835) y échappe. Il retrouve après les troubles le château de Sury, demeure que sa famille gardera sous sa main pendant 150 ans. La famille Jordan de Sury sera à l'origine de plusieurs maires de la commune, totalisant 70 années à la municipalité.
Dans le même temps, un abbé, Antoine Michalon, tient un rôle prépondérant à Sury. Devant les tourmentes révolutionnaires, il prête serment à la République, et ses efforts accomplis, est nommé président de l'administration communale en 1796. Un an avant, on a rouvert les portes de l'église paroissiale ainsi que celles de la chapelle Saint-Étienne. En revanche la chapelle Notre-Dame de la Mercy, édifiée seulement en 1631, est alors vendue comme bien national, pour former aujourd'hui des habitations particulières.

### Époque contemporaine

#### XIXesiècle
Le début du siècle est relativement tranquille, et peu d'événements sont à noter. Sury compte alors environ 2 000 habitants. On relève surtout la naissance en 1804 de Tristan Duché : avocat, il devint représentant du peuple au sein de la Deuxième République, mais fut contraint à l'exil au coup d'État de Napoléon III. Il meurt finalement à Londres en 1865, mais son corps est quand même rapatrié en France, et inhumé à Sury-le-Comtal. Une autre personnalité émerge à cette époque : Antoine Blanc. Il naît dans la ville le 11 octobre 1792, fils du charpentier Laurent Blanc, pour y grandir jusqu'à ses études religieuses dans les séminaires de la région. Ordonné en 1816, il quitte rapidement le Forez pour La Nouvelle-Orléans aux États-Unis, y terminant évêque catholique de juin 1835 jusqu'à sa mort, dans la même ville, le 20 juin 1860, sous le nom dAnthony Blanc (premier archevêque en juillet 1850).
La ville subit quelques changements avant 1850. On note par exemple, en 1835, la démolition de la porte des Fours à chaux qui ouvrait la ville-neuve à la route du cimetière au sud. La porte du Fort, en prolongement de la précédente mais alignée sur la seconde enceinte du bourg, sera démolie en 1868. Des routes entourant et pénétrant dans la ville sont améliorées, et l'on en profite pour reconstruire le pont de la Mare, au-delà de la porte d'Amancieux, en 1838.

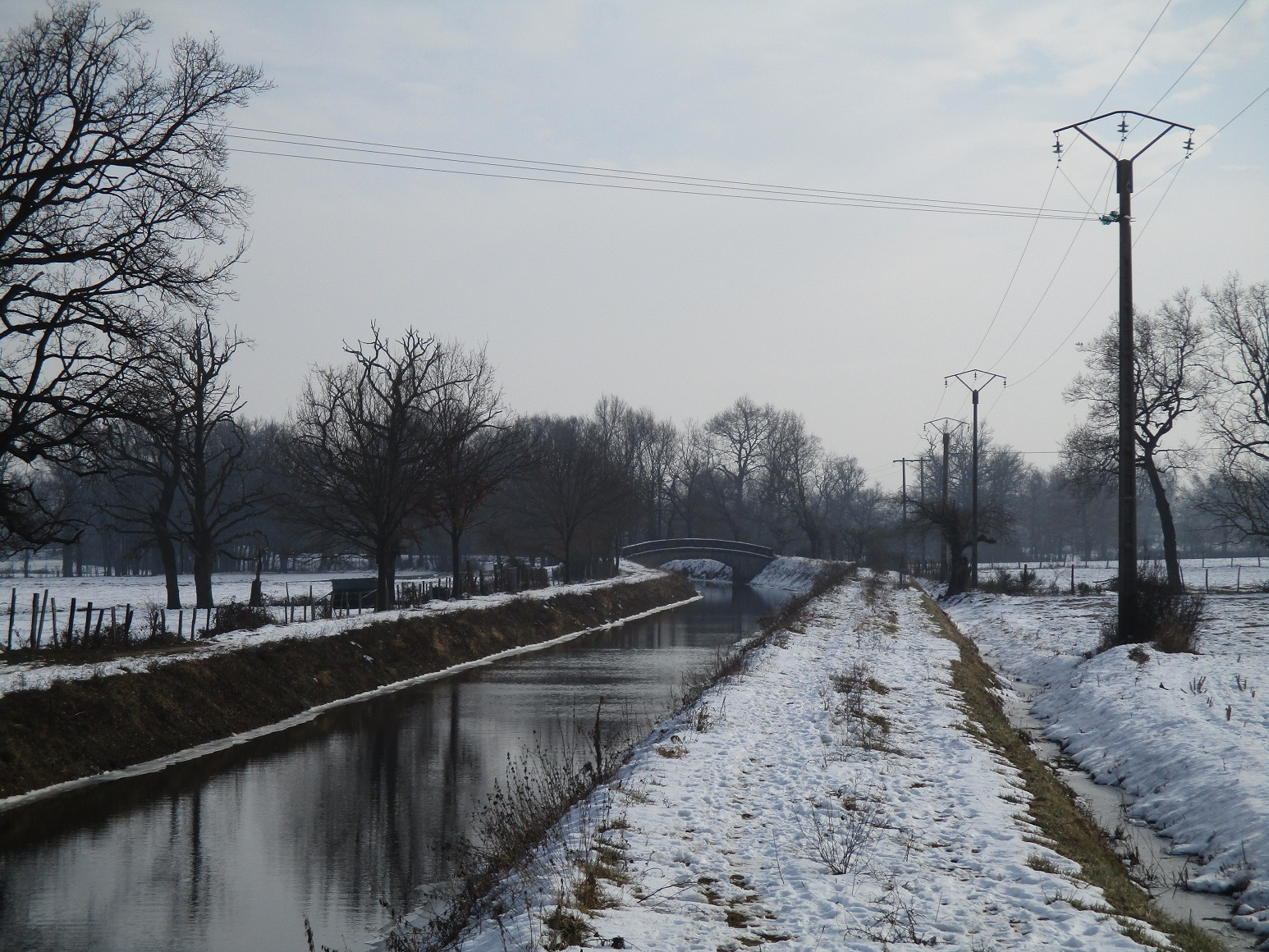
Canal du Forez à Sury.

Dans ces années-là, Sury est une importante place d'échanges de produits agricoles et accueille trois foires par an. La municipalité Claude Menu souhaite consolider cette économie et fait alors construire, après 1843, une halle aux grains. On l'accompagne 40 ans plus tard, avec la démolition de plusieurs maisons incendiées, d'une place d'échanges conséquente au-devant du bâtiment. Il abrite aujourd'hui la mairie.
Les initiatives se multiplient peu après les années 1860. Le chemin de fer arrive notamment à Sury après 1865. Après moult débats, on décide finalement de tracer la ligne au sud de la commune, sur laquelle on édifie, en 1866, près du cimetière, une gare, dont le bâtiment est aujourd'hui détruit. Dans le même temps, on installe l'éclairage public à l'huile minérale. Autre aménagement d'importance, le canal du Forez traverse lui aussi la commune dans sa partie sud à partir de 1872. On complète la voie principale par une importante artère, celle de L'Hôpital-le-Grand, dans l'est de la commune, qu'on couvrira près d'un siècle plus tard.
Là aussi à la suite d'un incendie, on décide de démolir après 1894 plusieurs immeubles rue du Champ de l'oie, aujourd'hui rue Émile Reymond. L'espace libéré forme aujourd'hui la place Louis Girodier, ancien maire. Dans le même temps, on trace une avenue agrémentée de platanes entre la rue du Onze novembre et la rue Gambetta : le boulevard Orelu est né, du nom d'un donateur.

#### Après 1900

##### La première moitié duXXesiècle
De nombreux aménagements modernes sont planifiés par la municipalité d'Henri Jordan de Sury dès le tournant du siècle. Le premier est d'abord la mise en place de l'éclairage électrique, remplaçant celui à l'huile minérale, puis l'électricité apportée à certaines entreprises de la ville. Pourtant la cité ne bénéficie toujours ni de l'eau courante, ni de véritables égouts : les déchets sont encore déversés dans la rue directement, sinon dans les différents canaux qui serpentent le bourg. Les égouts sont les premiers à être mis en place, après 5 ans de travaux, en 1908.
Concernant le secteur économique, il est encore principalement occupé par de nombreuses fermes en polycultures, vivant de la culture du blé et du froment, de l'élevage bovin et porcin ainsi que de la vigne. Quelques grands domaines agricoles existent, notamment ceux de la ferme des Chartonnes, appartenant au châtelain, ou de la ferme d'Aubigny. L'artisanat est comme ailleurs important, dans le travail du fer et du bois, ou encore du textile. L'exploitation du calcaire pour la fabrication de la chaux, ainsi que de l'argile pour la production de tuiles et de briques, emploie un nombre important d'employés.
Un petit atelier de cycles, dirigé par M. Poizat, existe déjà depuis la fin du XIXe siècle. Il faut en revanche attendre 1909 pour l'arrivée d'une entreprise de taille, avec les établissements Lyotard : se basant, là encore, sur les pièces de cycles, à proximité de la première région de France en la matière, le site se développe rapidement sur la Grande rue Franche. À son apogée, l'entreprise est une des principales productrices de jantes et de pédales de vélos et emploie 380 personnes. En face de la société Lyotard, toujours sur la Grande rue Franche, s'est développée celle de M. Poizat, reprise ensuite par M. Lévy puis par M. Landon. Elle emploie, elle aussi, près de 400 employés au moment de son apogée après la Seconde Guerre mondiale. Les deux entreprises subissent, comme à Saint-Étienne, la concurrence étrangère et la raréfaction de l'usage des cycles, et ferment leurs portes dans les années 1990.
La Première Guerre mondiale fait comme ailleurs des ravages dans la population suryquoise. Un monument en fonte, représentant un soldat lançant une grenade, est érigé le 8 mai 1921 sur la place de l'Hôtel de ville. On complète la statue d'Émile Tournaire par un petit jardin fermé par une barrière en fer forgé, aujourd'hui disparu.
Dossier longtemps resté sous attente, l'eau courante n'arrive qu'en 1923 après qu'on a construit un château d'eau, alimenté par un bief de la Mare, le Béal. On améliore aussi dans ces années-là les voies de circulation dans le bourg et en-dehors. C'est en revanche la fin progressive des différents bassins qui servaient tantôt de dépotoirs, tantôt de réserve d'eau potable ou de lavoirs : le plus important, le bassin de la Doue, est couvert en 1928 et forme aujourd'hui la place de la Veuve Delcros Lardelier, importante donatrice de la commune. Peu après, le boulevard Orelu est prolongé jusqu'à l'actuelle rue Émile Reymond en détruisant un vieil îlot. La commune enregistre en revanche une perte de terrains importante dans l'est de la commune autour du lieu-dit Les grandes Plaines, au profit de Bonson. Lancé en 1929, l'échange est longtemps contestée par les municipalités suryquoises qui ne se résignent qu'en 1935.

##### Seconde guerre mondiale
Arrive la Seconde Guerre mondiale ; la ville est bombardée par des bombardiers le 18 juin 1940 vers 17 h, pendant l'avancée allemande dans le cœur de la France. On a longtemps accusé l'aviation italienne d'avoir lancé ces avions, mais c'est aujourd'hui l'allemande qui semble être la coupable. Lancées sans doute par des Heinkels He 111, les bombes ne firent aucune victime. En revanche, elle feront 58 morts et 8 blessés dans le quartier de la gare à Bonson, où stationnait une boulangerie militaire.
L'État français, remplaçant la République française, suspend comme ailleurs le mandat politique en cours, pour instaurer le docteur Fernand Morin, personnalité importante de la commune. Il est assisté par Henri Ramet et Antoine Mathieu comme premiers adjoints.
Au contraire de plusieurs communes des Monts du Forez proches, Sury n'accueille aucun maquis sur son territoire. Mais des Suryquois furent évidemment actifs dans la Résistance, comme Paul Montroy, ou encore Jean et Pierre Bory. Ces deux derniers se lancent d'abord dans les tractages sous la conduite de leur père André, puis participent à différentes réceptions de parachutage d'armes dans la Plaine du Forez. Ils hébergent à Sury Allan Jickell, agent britannique, et intègrent le maquis Ange, petit groupe de maquisards durement mis à l'épreuve pendant l'été 1944. Louis Martin prend aussi sa part au sein de son camp de prisonniers. Futur maire de Sury et sénateur de la Loire, il obtient plus tard la Légion d'honneur. En revanche, Louis Boyer n'a pas la même chance : après avoir été envoyé au service du travail obligatoire, il s'engage dans des activités dissidentes. Arrêté, il est finalement déporté au camp de Mathausen où il meurt en 1945. Une rue porte aujourd'hui son nom.
À la Libération, Émile Marchand reprend la tête de la commune jusqu'en mai 1945, fonction qu'il avait perdu à la mise en place de l'État français.

##### De l'après-guerre auXXIesiècle

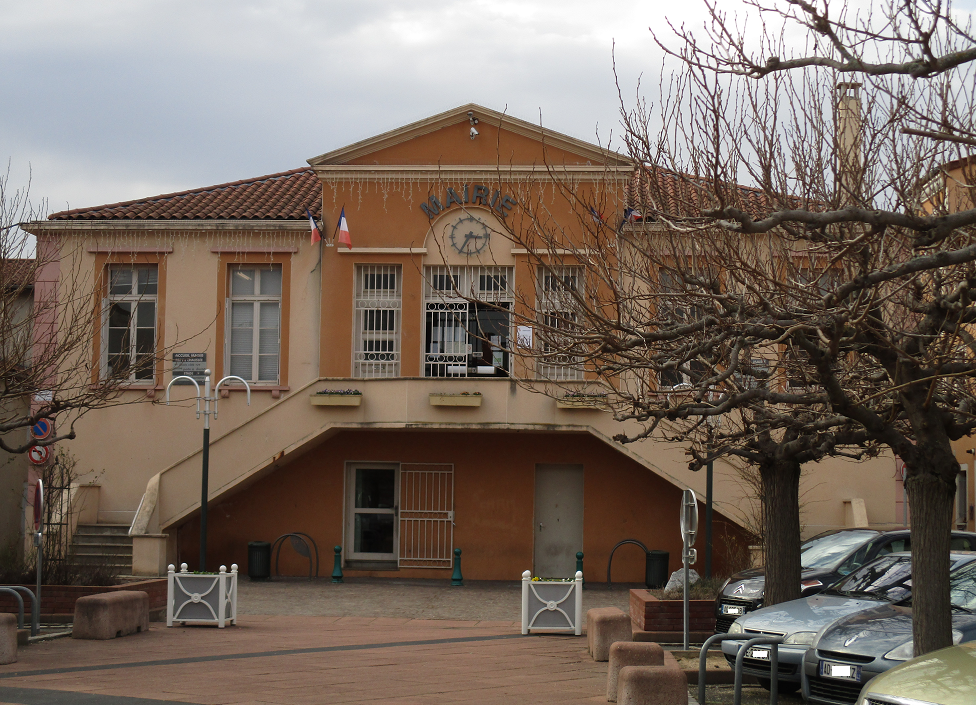
Mairie de Sury-le-Comtal.

La municipalité Bory ne dure que de mai 1945 à octobre 1947. C'est Pierre Jacquet qui accède à la fonction de maire, mandat qui sera renouvelé en 1953. D'importants travaux sont réalisés pendant ses deux mandats : la création du jardin public d'abord, en sortie de la commune; il est bordé par la coursière de Sury à Saint-Romain sur son côté sud, par la D8 reliant la commune à Montbrison sur son côté nord. On couvre également le Béal en plein centre-ville, rue Léon Gambetta et rue Louis Boyer. Quant à l'Hôtel de ville, qui prenait place dans une vieille bâtisse trop délabrée, on le déplace dans l'ancienne halle à grains largement remaniée, son emplacement actuel.
L'année 1959 voit l'arrivée de Louis Martin à la municipalité, en même temps que son accession au poste de sénateur. Il entame lui aussi d'importants travaux sur la voirie encore déficiente, avec la rénovation des routes et des chemins et l'édification de ponts submersibles sur la Mare. Est créée également la place du 8 mai 1945 grâce à la démolition du presbytère et d'autres bâtiments dégradés. Des hameaux sont alimentés par le réseau d'eau et l'on construit les actuels abattoirs en bordure est de la ville, ainsi qu'une résidence pour personnes âgées au lieu-dit de Fontalun.
Simon Salardon remplace Jean Malon (maire depuis 1965) comme premier magistrat de la commune en 1971, enchaînant les mandats jusqu'en 1989. C'est l'occasion d'une importante augmentation de population, de 3 587 habitants en 1968 à 4592 en 1990, avec la construction de lotissements aux lieux-dits les Petites Verchères, les Parottes et le Verneuil. Les aménagements culturels et sportifs sont aussi majeurs avec l'amélioration du stade de football de la Devalla, la création de terrains de tennis adjacents et d'une salle polyvalente. C'est aussi l'arrivée des premiers immigrés portugais et turcs dans la commune. Un bureau de poste est édifié en 1976 et l'on créé un centre de secours moderne au Chartonnes, en 1984. Entre-temps, la zone industrielle de l'Échaud est implantée et un nouveau château d'eau, en remplacement de celui sis vers le cimetière, est érigée au lieu-dit de la Madone. Une déchèterie aujourd'hui communautaire complète un peu plus tard la zone d'activités.
La municipalité Combes s'installe de 1989 à 1995. Sont réalisés durant son mandat la salle des fêtes dans un premier temps, toujours aux Chartonnes, ainsi que le boulevard ceinturant le centre-ville au nord-est, détournant ainsi la circulation de transit. Un autre aménagement sera en revanche repoussé en 1990 grâce en partie à la mobilisation de la population suryquoise et environnante : un centre d'enfouissement technique de déchets industriels de catégorie 1, qu'on souhaitait alors installer dans d'anciennes carrières d'argile.
Jean Baudet prend finalement la tête de la commune en prolongement d'André Combes, dont il était le premier adjoint. Une première action est de lancer une opération programmée d'amélioration de l'habitat dans un centre ancien nettement dégradé. Pendant ce temps, la cité rejoint la communauté de communes de Forez-Sud, aujourd'hui Loire-Forez et communauté d'agglomération. Pour contrer l'évasion commerciale, on autorise la construction d'un supermarché sur l'ancienne place de foire. Le boulevard Jean Moulin construit sous le mandat précédent est quant à lui complété de deux ronds-points à ses extrémités. Mauvaise nouvelle cependant, l'industrie du cycle, après plus d'un siècle d'existence, ferme ses portes. Il en est de même pour la Foire de la Saint-André, qui rythmait la vie agricole de la ville avec son concours de bovins : sa dernière édition se produit en l'an 2000.
Après deux mandats, Jean Baudet fait place à Roger Damas en 2008. Les constructions de pavillons se poursuivent et entraînent une augmentation de près de 1 000 habitants de 2007 à 2014. Un centre social, baptisé plus tard centre social Christine Brossier, voit le jour sous sa municipalité, ainsi que le déplacement de l'école privée, vétuste, à côté du lycée Saint-André. On songe également à déplacer l'école publique dans d'autres bâtiments plus vastes et plus accessibles. Le chantier voit finalement le jour en 2016 près du lieu-dit de la Madone, 2 ans après qu'Yves Martin ait remporté les élections et soit devenu premier magistrat de la commune. Enfin une zone industrielle est implantée dans la partie sud-est de la commune, à cheval également sur les périmètres communaux de Bonson et de Saint-Marcellin. L'arrivée de l'entreprise Unilin, classée Seveso seuil bas, verra une importante mobilisation de la population, inquiète.

## Politique et administration

### Liste des maires
| Période                                  | Période                   | Identité                                   | Étiquette | Qualité                           |
| ---------------------------------------- | ------------------------- | ------------------------------------------ | --------- | --------------------------------- |
| Les données manquantes sont à compléter. |                           |                                            |           |                                   |
| 1789                                     | 1790                      | Jean Laforest                              |           | Notaire royal                     |
| 1790                                     | 1792                      | Hugues Barjon                              |           | Notaire royal                     |
| 1792                                     | 1793                      | Tristan Batet et Claude Chossinon          |           | Receveur de la Régie et des Aides |
| 1793                                     | 1794                      | Tristan Batet et Hugues Barjon             |           |                                   |
| 1794                                     | 1795                      | Hugues Barjon et Antoine Boué              |           | Juge de paix                      |
| 1795                                     | 1796                      | Hugues Barjon et Antoine Michalon          |           | Prêtre                            |
| 1796                                     | 1797                      | Antoine Michalon                           |           | Prêtre                            |
| 1797                                     | 1799                      |                                            |           | Intérim par l'adjoint             |
| 1799                                     | 1801                      | Antoine Boué puis Michalon                 |           | Prêtre                            |
| 1801                                     | 1806                      | Antoine Michalon                           |           | Prêtre                            |
| 1806                                     | 1808                      | Tristan Batet                              |           | Notaire impérial                  |
| 1808                                     | 1815                      | Hubert Souchon-Duchevalard                 |           |                                   |
| 1815                                     | 1826                      | Antoine Michalon, puis Souchon-Duchevalard |           |                                   |
| 1826                                     | 1836                      | Jacques Jordan                             |           | Châtelain                         |
| 1836                                     | 1843                      | Claude Menu-Rochette                       |           |                                   |
| 1843                                     | 1848                      | Jacques Jordan                             |           |                                   |
| 1848                                     | 1852                      | Jean-Baptiste Poizat Saint-Eloi            |           |                                   |
| 1852                                     | 1878                      | Aimé Jordan de Sury                        |           |                                   |
| 1878                                     | 1892                      | Auguste Blanc                              |           | Rentier                           |
| 1892                                     | 1900                      | Michel Mazoux                              |           | Pharmacien                        |
| 1900                                     | 1929                      | Henry Jordan de Sury                       |           |                                   |
| 1929                                     | 1935                      | Francisque Brun                            |           | Commerçant                        |
| 1935                                     | 1940                      | Émile Marchand                             |           | Commerçant                        |
| 1940                                     | 1944                      | Fernand Morin                              |           | Docteur                           |
| août 1944                                | mai 1945                  | Émile Marchand                             |           | Docteur                           |
| mai 1945                                 | octobre 1947              | André Bory                                 |           |                                   |
| octobre 1947                             | mai 1953                  | Pierre Jacquet                             |           |                                   |
| mai 1953                                 | 1959                      | Pierre Jacquet                             |           |                                   |
| 1959                                     | mars 1965                 | Louis Martin                               |           |                                   |
| mars 1965                                | 1971                      | Jean Malon                                 |           |                                   |
| 1971                                     | 1989                      | Simon Salardon                             |           | Directeur d'entreprise            |
| 1989                                     | 1995                      | André Combe                                |           | Cadre à EDF                       |
| 1995                                     | mars 2008                 | Jean Baudet                                |           | Agriculteur                       |
| mars 2008                                | mars 2014                 | Roger Damas                                |           | Retraité                          |
| mars 2014                                | En cours (au 17 mai 2023) | Yves Martin                                | DVC       | Chauffeur poids-lourd             |

### Rattachements administratifs et électoraux
Le territoire de la commune relève de la sous-préfecture de Montbrison, commune située à (12 km). Du point de vue électoral, la commune dépend du canton de Saint-Just-Saint-Rambert.
Sury-le-Comtal faisait partie de la communauté de communes Forez Sud en 1996, puis de la communauté d'agglomération de Loire Forez de 2003 à 2016 et a ensuite intégré Loire Forez Agglomération.

### Jumelages
La ville est jumelée avec la ville de Cabeceiras de Basto  Portugal depuis le 11 octobre 2014.

## Population et société

### Démographie
En 2022, la commune comptait 6 651 habitants. L'évolution du nombre d'habitants est connue à travers les recensements de la population effectués dans la commune depuis 1793. Une réforme du mode de recensement permet à l'Insee de publier annuellement les populations légales des communes à partir de 2006. Pour Sury-le-Comtal, commune de moins de 10 000 habitants, les recensements ont lieu tous les cinq ans, les populations légales intermédiaires sont quant à elles estimées par calcul. Les populations légales des années 2007, 2012, 2017 correspondent à des recensements exhaustifs.
| 1793  | 1800  | 1806  | 1821  | 1831  | 1836  | 1841  | 1846  | 1851  |
| ----- | ----- | ----- | ----- | ----- | ----- | ----- | ----- | ----- |
| 1 700 | 1 783 | 1 879 | 2 353 | 2 456 | 2 461 | 2 454 | 2 593 | 2 701 |

| 1856  | 1861  | 1866  | 1872  | 1876  | 1881  | 1886  | 1891  | 1896  |
| ----- | ----- | ----- | ----- | ----- | ----- | ----- | ----- | ----- |
| 2 643 | 2 770 | 2 806 | 2 654 | 2 782 | 2 764 | 2 995 | 2 863 | 2 718 |

| 1901  | 1906  | 1911  | 1921  | 1926  | 1931  | 1936  | 1946  | 1954  |
| ----- | ----- | ----- | ----- | ----- | ----- | ----- | ----- | ----- |
| 2 772 | 2 884 | 2 981 | 2 996 | 3 121 | 3 123 | 2 883 | 2 945 | 3 080 |

| 1962  | 1968  | 1975  | 1982  | 1990  | 1999  | 2006  | 2007  | 2012  |
| ----- | ----- | ----- | ----- | ----- | ----- | ----- | ----- | ----- |
| 3 385 | 3 587 | 3 778 | 4 200 | 4 592 | 4 805 | 5 272 | 5 329 | 5 979 |

| 2017  | 2022  | - | - | - | - | - | - | - |
| ----- | ----- | - | - | - | - | - | - | - |
| 6 552 | 6 651 | - | - | - | - | - | - | - |

### Enseignement
Sury-le-Comtal est située dans l'académie de Lyon. La cité comporte deux écoles maternelles et une école primaire publique. L'école privée Saint-Joseph comporte une section maternelle et élémentaire. Deux lycées privés sont également situés à Sury-le-Comtal : le lycée professionnel Sainte-Claire et le lycée agricole Saint-André.

### Sports
La commune comprend plusieurs clubs sportifs : le club de football (Sury-Sporting-Club (SSC) créé en 1925), la Joyeuse Pétanque (créée en 1958), le Cyclo-Club Suryquois (créé en 1946), le Tennis-Club Suryquois, le Volley Athlétic Club Suryquois (VACS).

## Économie
La ville était autrefois une place marchande et d'échange de produits agricoles, notamment par le biais de la foire de la Saint-André, qui a vu sa dernière édition peu après l'an 2000. La culture de la vigne et du chanvre était très présentes, ainsi que l'exploitation du calcaire et de l'argile vers la Côte Sainte-Agathe. Une trentaine de fours à chaux étaient installés près de la rue Franche et de la rue Poizat, dans la partie sud du bourg. Par l'importance de la fabrication de la chaux à Sury, la ville fut même rebaptisée Sury la Chaux pendant la Terreur (Révolution française). Le travail de l'argile permettra de faire des tuiles puis des briques à partir du XIVe siècle. Du XXe siècle jusque dans les années 2000, plusieurs carrières furent creusées pour exploiter l'argile au sud-est de la commune. L'une d'entre elles a été reconvertie en centre de stockage des déchets ultimes (CSDU) au lieu-dit de l'Orme.
Grande rue Franche, deux établissements industriels employèrent jusqu'à 800 personnes. L'un en face de l'autre, ils étaient tous deux spécialisés dans le cycle. Ils fermèrent leurs portes dans la deuxième moitié du XXe siècle. Les célèbres bretelles vertes au sigle ASSE, lancées aux lendemains de la victoire sur Kiev en quart de finale de coupe d'Europe en 1976, seront produites par les établissements Esten à Sury (aujourd'hui disparus).
Dans la même décennie, la municipalité Salardon prend la décision d'ouvrir une petite zone industrielle baptisée "Les Chaux", sur 5 hectares à proximité de la gare. Handicapée par la présence d'un pont ferroviaire trop réduit, elle ne sera pas agrandie. Elle accueille aujourd'hui une quinzaine d'entreprises ainsi qu'une déchetterie gérée par la Communauté d'agglomération Loire-Forez.
C'est le même établissement communautaire qui lance la zone d'activité concertée Les Plaines, répartie sur une superficie de 113 hectares, dont 75 sur la commune suryquoise. La société d'équipement de la Loire (SEDL) s'occupe de son aménagement, principalement destiné aux entreprises de logistique. Entre les différentes implantations et autres parcelles, des bassins de rétention et des chemins piétonniers ont été établis. La première entreprise s'installe finalement en 2012, après que le respect de certaines normes environnementales eut ralenti le chantier. L'entreprise Unilin, fabricant de panneaux isolants et classé en Seveso de niveau bas, a suscité de nombreuses inquiétudes des communes environnantes, mais fait tout de même son installation fin 2013. En 2016, 22 hectares étaient occupés par 8 entreprises.

## Culture locale et patrimoine

### Lieux et monuments

#### Le château
Quand Jacques de la Veuhe, seigneur de Montagnac achète le château de Sury à Gabrielle d'Allonville en 1609-1612, ce n'est encore qu'un édifice défensif, encore adapté à la guerre médiévale dans une région intégrée depuis près d'un siècle au domaine de la couronne. Si les guerres de Religion occasionnent des dégâts majeurs dans la province, l'utilité du château fort est devenue mineure. Jacques de la Veuhe décide donc d'en faire un château de plaisance dans le grand style Louis XIII. Une grande partie de l'ancien édifice est alors détruit, excepté la partie nord où la catastrophe de la Danse du Forez s'était produite à la Noël 1239, ainsi que certains murs de l'aile sud. Est décidée une reconstruction en maçonnerie assez sommaire, où les véritables richesses se trouveraient à l'intérieur. Le château comporte l'essentiel de ses parties le long d'un axe nord-sud. Il se tourne vers deux directions : d'abord à l'ouest en direction du parc de 10 hectares à travers une vaste terrasse à deux escaliers construits eux en 1834, ensuite à l'est avec une cour fermée donnant sur le parvis de l'église.

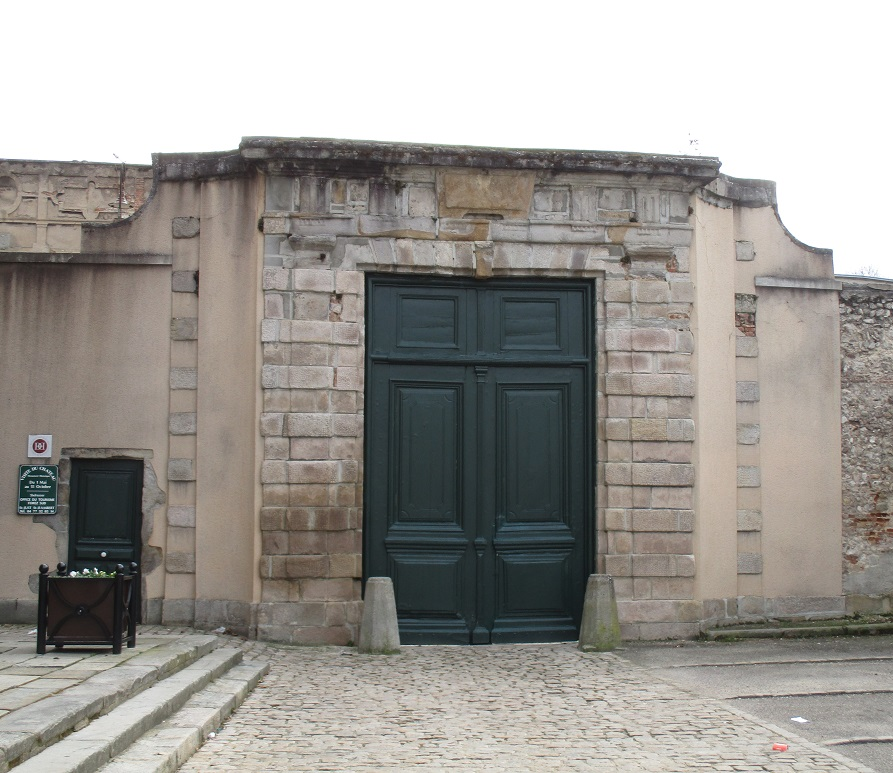
Portail d'entrée de la cour du château, au bout de la rue Jordan de Sury.

Pierre d'Escoubleau de Sourdis, beau-fils de Jacques de La Veuhe, hérite du domaine à la mort de la Veuhe en 1625. Après avoir réglé les procès qu'on lui oppose, il décide d'agrémenter les appartements du château de décorations sculpturales d'importance, de 1644 à 1652. Trois maîtres-menuisiers de l'école champenoise y travaillent : Germain Baudoin, Dimanche Marceau et surtout Claude Désiré qui sera auteur un peu plus tard de la chaire de l'église Notre-Dame à Saint-Étienne, où une rue porte son nom. On aménage deux belles chambres dans l'aile nord : celle dite d'Abraham, ouverte sur le parc, et celle dite de Samson, ouverte face à l'église. De belles boiseries en chêne et autres décorations en pierre y sont sculptées, frises, pilastres et autres entablements décorés de blasons et de motifs végétaux. Des personnages de femmes et d'enfant sont également taillés dans le bois, accompagnés par des cheminées monumentales en grès houiller. Quant à la grande salle principale, dans la partie centrale, elle est plus sobrement décorée, avec un grand portrait du roi Henri IV placé au-dessus d'une cheminée large de plus de 3 mètres.
L'aile sud est la dernière partie du château à être décorée. Elle est aménagée en trois grandes pièces au rez-de-chaussée, le grand salon, la salle à manger et le salon d'été. Le salon Empire et la bibliothèque sont quant à eux disposés au sud de l'aile, dans un bâtiment sans étage au toit à deux pans, plus récent.
Le grand salon, ancienne salle de billard, comporte aujourd'hui deux cheminées, l'une en pierre, l'autre sculptée en bois, le tout là encore accompagné de belles sculptures et de grands tableaux de personnages historiques. Placée au sud du grand salon, la salle à manger est comprise dans une partie de ce qui formait une tour défensive au sein de l'ancien château-fort, avec ses larges murs de pierre. Là encore dotée d'une cheminée XVIIe siècle, la pièce est largement ornée de décorations, avec ses vingt-six peintures datant de la Restauration, un trompe-l'œil peint du côté ouest et une mosaïque en guise de sol. Le salon d'été, situé à l'ouest de la salle à manger comporte lui un beau parquet à compartiments, une cheminée ornée de pendentifs à fruits et un plafond lui aussi en compartiments à la décoration très poussée. Henri Ramet classe cette pièce au XVIe siècle du fait de la présence des armes de François Ier.
Dernier salon, celui de style Empire, est notamment agrémenté d'une cheminée en marbre et de sculptures mythologies. À l'étage de l'aile sud, l'on trouve quatre chambres, dont deux sont d'intérêt : la chambre de Diane et la chambre Rouge, auxquelles on accède par un escalier de pierre. La chambre rouge, ou chambre de Marie de Médicis, est la seule à avoir été décorée par les artistes champenois précédemment cités, avec comme ailleurs une cheminée monumentales et grandes boiseries de chêne.
Malheureusement, un second malheur, se rajoutant à celui de la Danse du Forez, se produit en 1937 : au matin d'un mercredi de janvier, un vaste incendie dévaste l'aile nord du château et ses belles chambres, ainsi qu'une majeure partie du corps central. Les murs noircis par les flammes seront pour la plupart abattus peu après. L'aile sud est néanmoins à peu près préservée, même si la chambre de Diane subit d'importants dégâts. Subsistent également de nos jours le bâtiment plus récent au sud abritant le salon Empire et la bibliothèque, ainsi que les dépendances à l'est, au sud de la cour actuelle. Plusieurs pièces du château font l'objet d'un classement au titre des monuments historiques, successivement en 1948 et 1963.

#### L'église Saint-André
L'église Saint-André de Sury-le-Comtal actuelle succède à une ancienne église paroissiale/prieurale, elle aussi sous le patronage de saint André. Son existence est révélée au XIe siècle, à l'occasion d'un prêt octroyé par l'Abbaye de l'Isle Barbe à Guillaume Ier, Comte de Forez, qui prépare son expédition pour la Première croisade. Le prêt inclut en fait le don de l'église de Sury en tant qu'intérêt à l'établissement religieux, qui la place alors sous le patronage de saint André, à l'instar de son abbaye. Elle semble avoir été située au sud de l'église actuelle. Pierre-Maxime Relave affirme quant à lui que le patronage de saint André a été repris du prieuré de Saint-André-les-Olmes, qui adopta le patronage de Saint-Rambert vers 1079.
L'église actuelle, de style gothique en reprend donc le patronage. Construite en partie au XVe siècle par le duc-comte Charles Ier de Bourbon et également siège du 1er prieuré, elle a subi de nombreuses modifications et arrangements. Initialement disposée à l'intérieur du château, son chœur et une partie de sa nef sont construits dans les décennies 1430 à 1440, en utilisant notamment une de ses tours XIe ou XIIe siècle, sur son côté nord. La nef centrale est agrandie à l'ouest fin XVe siècle, suivie de la construction du porche. On édifie ensuite dans les années 1525 à 1530 l'abside et surtout le clocher au-dessus du chœur. Culminant à 33 mètres, on y accède par un escalier de 125 marches en pas de vis. Surmonté d'une flèche au cours du même siècle, celle-ci est renversée au cours d'un orage au XVIIe siècle et ne sera pas rebâtie. Le clocher abrite aujourd'hui quatre cloches : l'une est un don de Louise de Savoie, mère de François Ier, une autre est fondue et bénie en 1584.
Les murs sont repoussés sur les flancs nord et sans doute sud de la nef avant 1550. Une chapelle, dite chapelle du château est édifiée au nord en 1547.
Au XVIIIe siècle, deux sacristies existent : l'une d'elles se trouve dans une ancienne tour du château, auquel on accède par une petite porte à côté du porche. La seconde a été édifiée le siècle précédent. Alors que la première est détruite ainsi que la tour, l'autre est doublée par une autre sacristie. Une autre chapelle, dite chapelle des morts est agrandie et prolonge ainsi l'ancienne chapelle du château sur le flanc nord de l'église. Le cimetière attenant à l'église est en revanche supprimé avant 1750, quand les inhumations à l'intérieur de cette dernière même s'arrêteront à la Révolution.
Dans la première moitié du XIXe siècle, on aligne les deux chapelles et la nouvelle sacristie agrandie au nord-est en supprimant les séparations. Une tribune est ensuite installée au-dessus des deux chapelles. Un dernier agrandissement est réalisé en 1847 en repoussant les murs du côté sud jusqu'à l'enceinte de la cour du château, créant la nef latérale sud.

L'église est inscrite au titre des monuments historiques par arrêté du 29 décembre 1949.

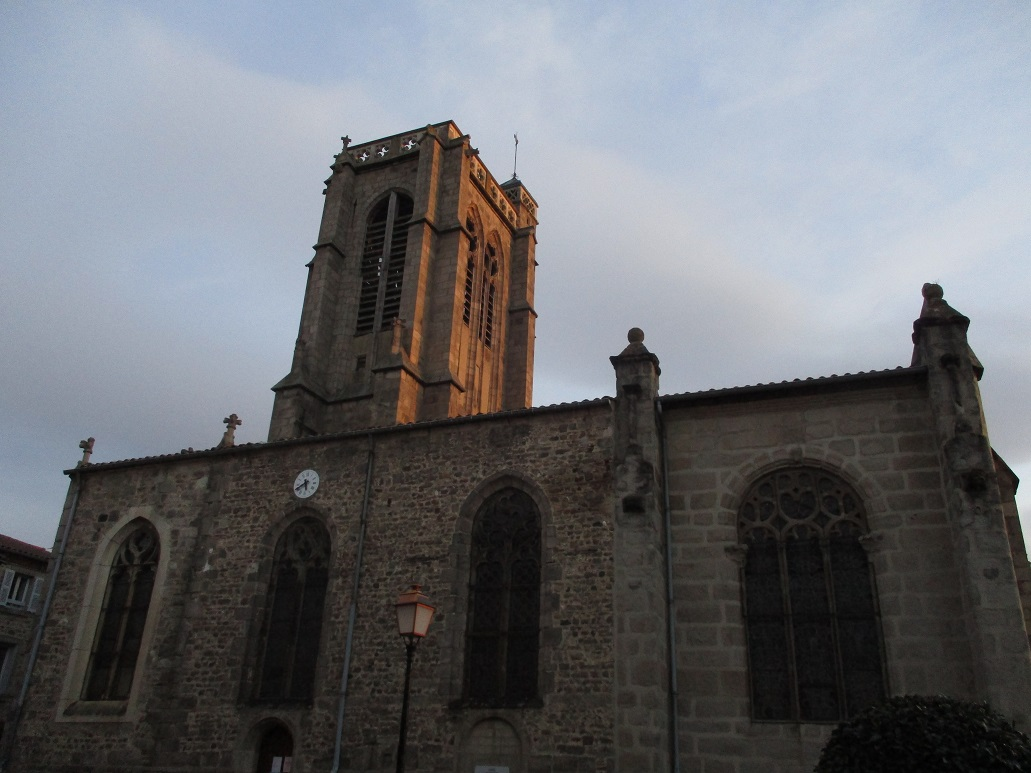
Façade nord, XVe au XIXe siècle.
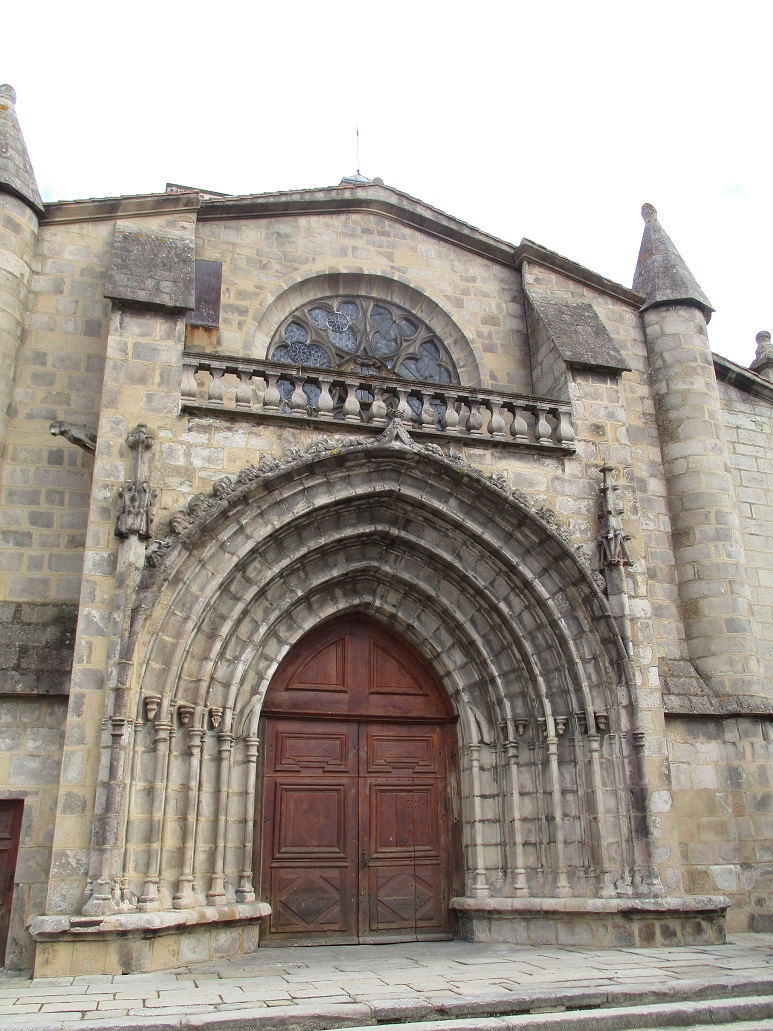
Portail du XVe siècle.

#### La chapelle Saint-Étienne
La petite chapelle Saint-Étienne est située dans le cimetière de la ville, 1 km au sud-ouest du clocher de Sury, au pied de la colline de Puy-Roy près de la rivière de la Mare.

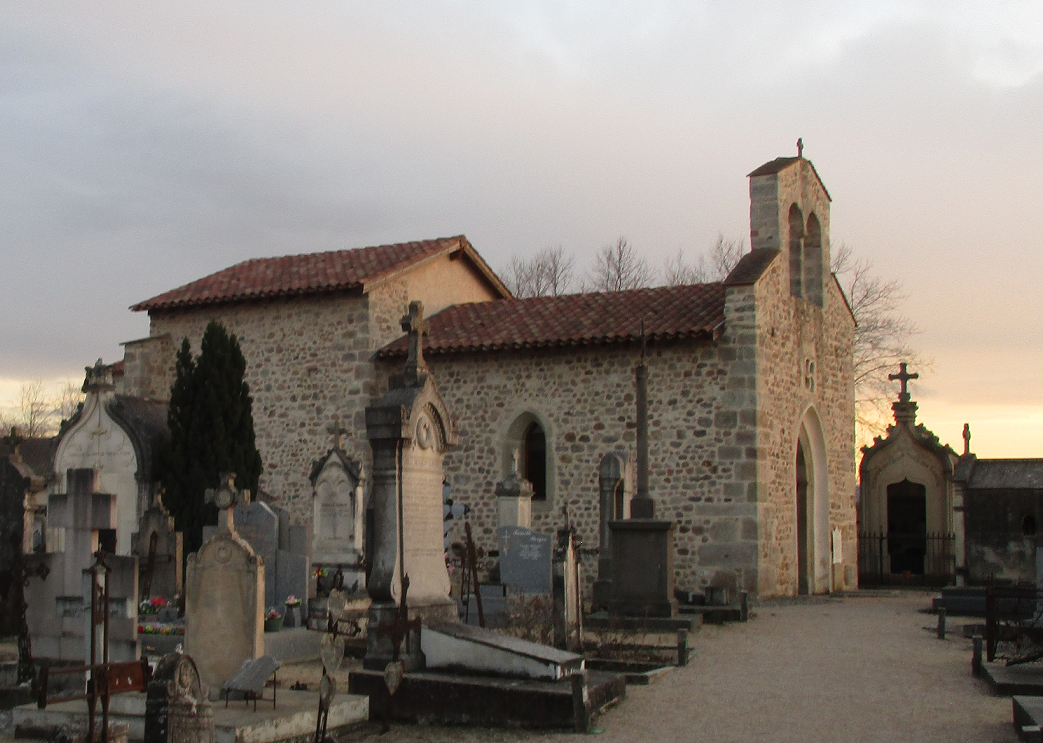
Chapelle Saint-Étienne de Sury le Comtal, en partie XIe siècle.

Anciennement placé près de l'ancien hameau de Vorzey, l'édifice était sans doute situé à proximité d'un ancien pont et de plusieurs chemins. Elle est dédiée à saint Étienne, non le premier martyr de l'Église, mais un évêque de Lyon au Ve siècle, qu'on fait traditionnellement naître à Sury, hypothèse jugée peu vraisemblable.
Orientée, c'est-à-dire tournée vers l'est, elle est constituée de trois parties principales et de deux annexes. En revanche celles-ci ne sont pas forcément d'égale ancienneté. Elle est surmontée d'un clocher-mur. Si la chapelle est datée d'après M. Noël Gardon du XIe siècle, sinon du tout début du XIIe siècle, peu d'éléments semblent en subsister: datent de cette époque les baies géminées, et surtout certains linteaux de fenêtres. M. l'abbé Pierre Gardette affirme qu'une petite partie des matériaux utilisés sont d'époque gallo-romaine. En 1907, il fait une description de l'édifice:
« La chapelle de Saint-Étienne est orientée, à l'ordinaire des églises anciennes. Elle se composait modestement d'un carré long continué au levant par un chœur plus étroit également rectiligne. Sa porte d'entrée, fort simple, était surmontée d'une baie singulière qu'on avait essayé de rendre décorative, et qui, placée au-dessus de la seule ouverture qui donna accès à l'intérieur de l'édifice, était peut-être destinée à sa défense autant qu'à son éclairage ou à son aération. [...] Au-dessus de ce semblant de rosace, un campanile composé de deux arcades cintrées se dégageant du toit, complétait la façade [...]
J'ai dit que la porte était la seule ouverture qui pût donner accès dans la chapelle. Ses fenêtres, en effet, placées fort haut, étaient moins des fenêtres que des meurtrières. Il y en avait probablement cinq, quatre se faisant face dans la nef, et la cinquième au milieu du chevet complétant la symétrie. Il n'en demeure plus qu'une, dans le mur de la nef au midi. Par son exiguïté, par le caractère de son archivolte taillée en triangle, elle n'est pas le détail le moins intéressant de la construction, ni celui qui contribue le moins à la dater. Quand j'aurai ajouté que l'édifice était construit en moellons irréguliers et rappelé que ses pierres d'angle, énormes et bien taillées, sont d'origine romaine, j'aurai, je crois, tout dit. ».
Son histoire n'est pas exactement connue. Elle semble avoir été sujette à de nombreux remaniements et autres rénovations, la première relevée étant sûrement effectuée au XVe siècle, période où M. Gardon la suppose en ruines. Une restauration importante est effectuée au XVIe siècle, le XVIIe siècle voyant la chapelle être agrandie, sans doute en conséquence de dégâts occasionnés au cours des Guerres de Religion. À l'occasion, on fait surmonter le portail par un motif en pierre constitué de deux S croisés, signifiant probablement Sanctus Stephanus. Une autre restauration lourde est réalisée en 1838, d'autres interventions plus légères sont évoquées au XXe siècle. Quand M. Gardon écrit sur la chapelle en 2002, elle est nettement dégradée et sert seulement de dépôt pour des anciennes ornementations de l'église paroissiale Saint-André. Elle sera finalement rénovée en 2005.

#### Édifices divers et petit patrimoine
Le pigeonnier du domaine des Chaux est inscrit au titre des monuments historiques par arrêté du 15 janvier 1980.
Le monument aux morts de la commune est sis Place de l'Hôtel de ville depuis son inauguration le 8 mai 1921. Une souscription fut lancée, récoltant la somme 9 250 francs et aboutissant à une réalisation de M. Émile Tournayre pour un coût total de 23 720 francs. La statue représente classiquement un soldat de l'armée française lançant une grenade à main.

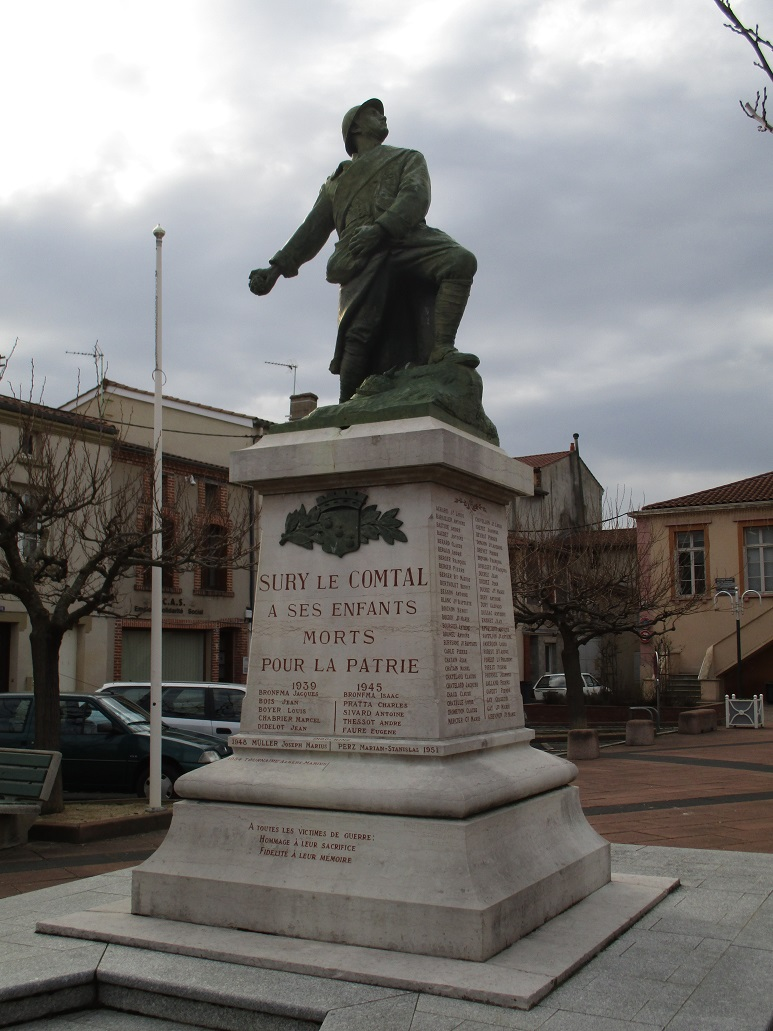
Monument aux morts de Sury-le-Comtal.
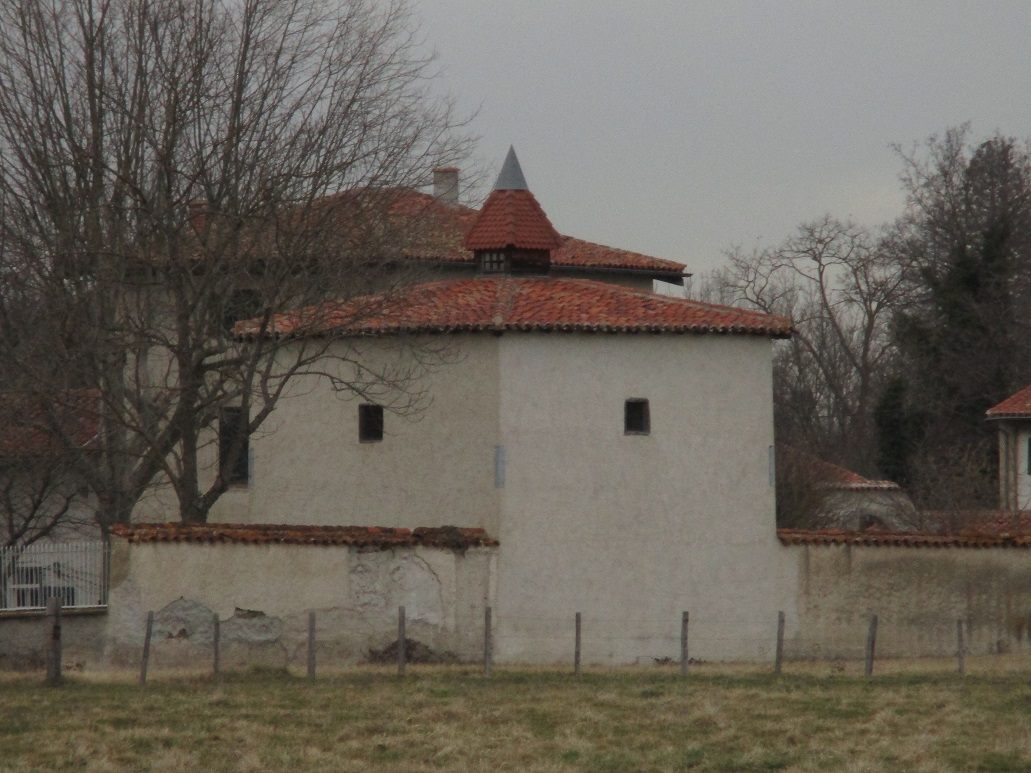
Pigeonnier du domaine des Chaux.
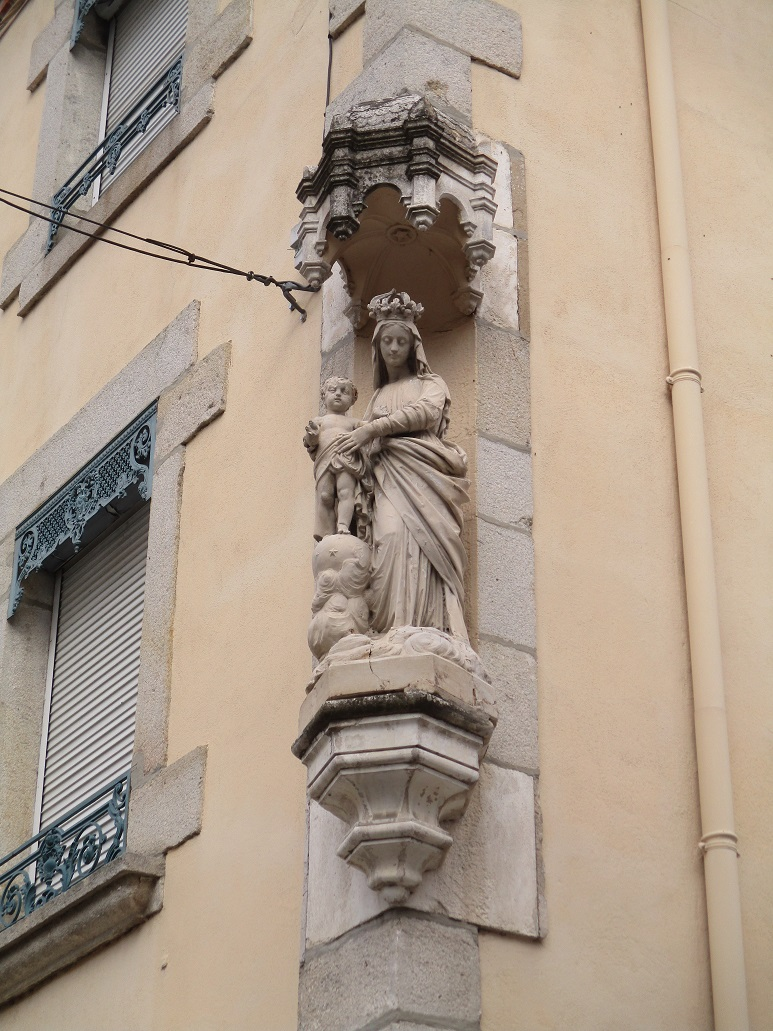
Vierge à l'enfant, rue Jordan de Sury.

### Patrimoine naturel
Comme l'ensemble de la plaine du Forez, la commune de Sury le Comtal est classée en zone naturel d'intérêt écologique, faunistique et floristique (ZNIEFF) de type II ainsi qu'en zone Natura 2000, notamment pour ses étangs et ses nombreuses espèces d'oiseaux. Néanmoins, si la plaine est connue pour ses plans d'eau, Sury n'en recense que peu.

### Personnalités liées à la commune
- Tristan, 1er marquis de Rostaing (1513-1591), maréchal de camp[38].
- Claude Désiré (souvent dit Désiré Claude), maître-menuisier bourguignon, marié à Sury le Comtal au XVIIe siècle. Il y a produit les boiseries du château et fabriqua peu après la chaire de l'église Notre-Dame à Saint-Étienne[117]. Une rue stéphanoise porte son nom[118]. Il meurt à "la charité".
- Pierre Michel Moisson-Desroches (1785-1865), promoteur des chemins de fer en 1814 est mort à Sury-le-Comtal alors qu'il rendait visite à sa fille, receveuse des Postes.
- Antoine Blanc (1792-1860), évêque puis archevêque de La Nouvelle-Orléans, y est né.
- Tristan Duché (1804-1865), homme politique, avocat, né à Sury-le-Comtal.
- Louis Martin (1913-1999), prisonnier et résistant, maire de Sury et sénateur de la Loire.

### Héraldique
|  | Les armoiries de Sury-le-Comtal se blasonnent ainsi : D'argent à la bande de gueules chargée de trois pots à feu d'or posés à plomb. |